# Portocaliu
Portocaliu este una dintre culorile spectrului vizibil, aflată între galben și roșu și clasificată ca o „culoare caldă”. Ochii umani percep portocaliu când observă lumina cu o lungime de undă dominantă între aproximativ 585 și 620 nanometri. În pictură și teoria tradițională a culorilor, este o culoare secundară, creată prin amestecarea galbenului și roșului. Este numită după fructul cu același nume la care s-a adăugat sufixul -iu.
Culoarea portocalie a morcovilor, a dovlecilor, a  cartofilor dulci, a portocalelor și a multor alte fructe și legume provine din caroten, un tip de pigment fotosintetic. Acești pigmenți transformă lumina pe care plantele o absorb de la Soare în energie chimică pentru creșterea plantelor. În mod similar, nuanțele frunzelor de toamnă provin din același pigment după îndepărtarea clorofilei.
În Europa și America, sondajele arată că portocaliul este culoarea cea mai asociată cu distracția, neconvenționalul, extravaganța, căldura, focul, energia, activitatea, pericolul, gustul și aroma, și toamna. Este culoarea națională a Țărilor de Jos și a Casei de Orania. De asemenea, servește drept culoarea politică a majorității  partidelor politice democratice creștine. În Asia, este o culoare simbolică importantă a budismului și hinduismului.

## Etimologie
În limbile europene, înainte de introducerea portocalei pe continent, care a avut loc între secolul al XV-lea și al XVI-lea de către comercianții portughezii, nu exista un cuvânt care să definească această culoare și nici o noțiune precisă a acesteia, care era adesea considerată roșie. Din acest motiv, frazele precum „pește roșu”, „pisică roșie”, „păr roșu”, „Planeta Roșie”, „gușa roșie” (măcăleandru) au rămas în uz, în ciuda faptului că apar portocalii.
Cuvântul englezesc orange provine din franțuzescul orange, care provine din termenul vechi franțuzesc pentru fructul portocală  pomme d'orange. La rândul său, cuvântul francez provine din italianul  arancia, bazat pe cuvântul arab nāranj, derivat din sanscritul nāraṅga (नारङ्ग).
În limba română, „portocală” provine din neogrecescul πορτοκάλλι. Pentru culoarea portocaliu există și cuvântul „oranj” provenit din franțuzescul orange.

## Istorie și artă
În Egiptul antic, artiștii foloseau un pigment mineral portocaliu numit realgar pentru picturile funerare, precum și pentru alte utilizări. Mai târziu, a fost folosit și de artiștii medievali pentru colorarea manuscriselor. Încă din timpuri străvechi erau obținuți pigmenți dintr-un mineral cunoscut sub numele de auripigment. Auripigmentul a fost un important obiect de comerț în Imperiul Roman și a fost folosit ca medicament în China, deși conține arsenic și este foarte toxic. De asemenea, a fost folosit ca otravă pentru muște și pentru a otrăvi săgețile. Datorită culorii sale galben-portocaliu, a fost preferat de alchimiștii care căutau o modalitate de a face aur, atât în China, cât și în Occident.
Înainte de sfârșitul secolului al XV-lea, culoarea portocalie a existat în Europa, dar fără să aibe un nume; era numită pur și simplu galben-roșu. Comercianții portughezi au adus primele portocale în Europa din Asia la sfârșitul secolului al XV-lea și începutul secolului al XVI-lea, împreună cu naranga sanscrită, care a devenit treptat parte a mai multor limbi europene: "naranja" în spaniolă, "laranja" în portugheză și "orange" în engleză.

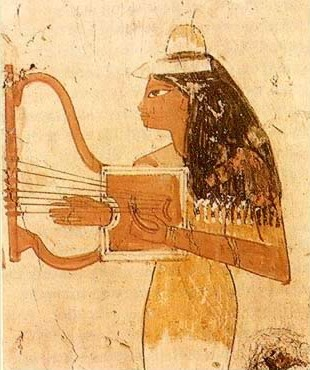
Oamenii din vechile picturi egiptene erau adesea înfățișați cu piele portocalie sau galben-portocalie, pictați cu un pigment numit realgar.
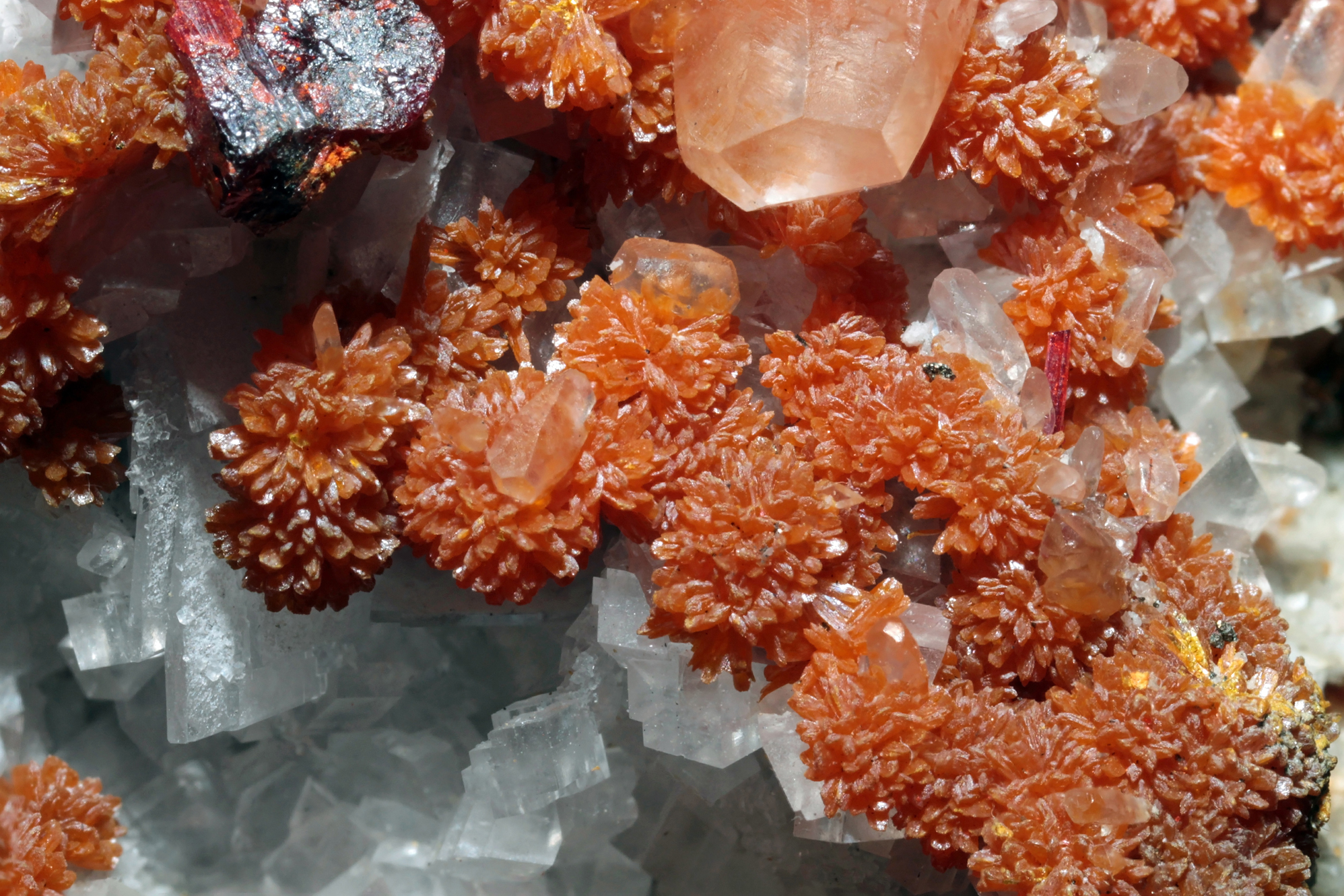
Mineralul auripigment a fost o sursă de pigmenți galbeni și portocalii în Roma antică, deși conținea arsenic și era foarte toxic.
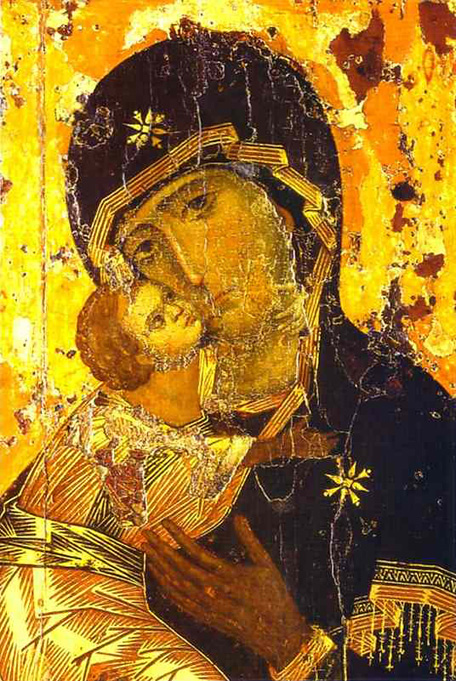
Icoană, sec. XII

### Secolele XVIII și XIX

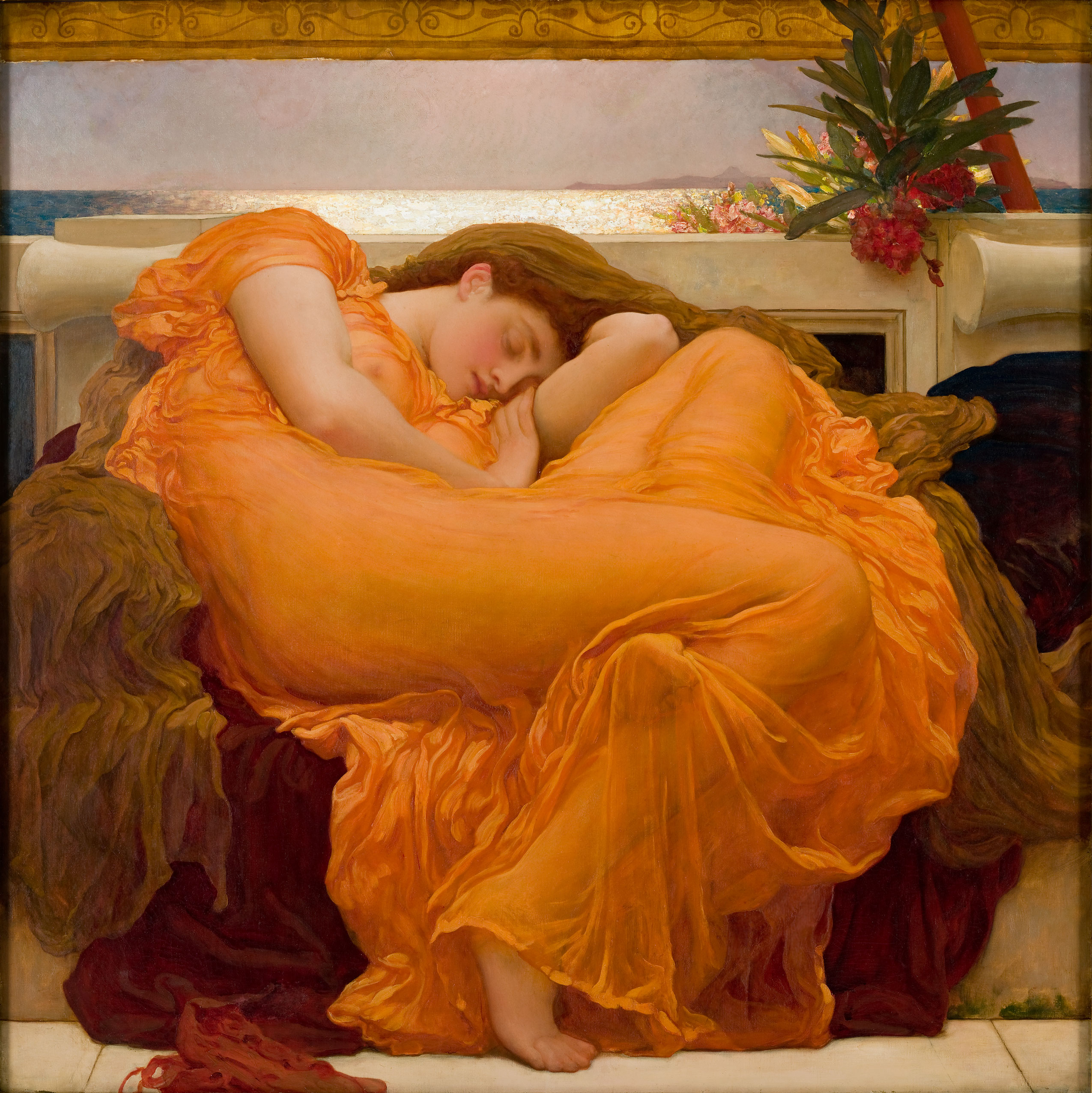
Flaming June, de Lord Leighton, 1895

În secolul al XVIII-lea, portocaliul a fost uneori folosit pentru a o înfățișa pe Pomona, zeița abundenței roditoare; numele ei provenea de la pomon, cuvântul latin pentru fructe. Portocalele au devenit mai frecvente în nordul Europei, datorită invenției din secolul al XVII-lea a serelor încălzite, un tip de construcție care a devenit cunoscut sub numele de orangerie.
În 1797, omul de știință francez Louis Vauquelin a descoperit mineralul crocoit, sau cromatul de plumb, care a dus în 1809 la invenția pigmentului sintetic crom portocaliu. Au urmat curând și alți pigmenți sintetici, cobalt roșu, cobalt galben și cobalt portocaliu, ultimul produs din sulfură de cadmiu plus seleniură de cadmiu. Acești noi pigmenți, plus invenția tubului de vopsea metalică din 1841, au dat posibilitatea artiștilor să picteze în aer liber și să surprindă culorile luminii naturale.
În Marea Britanie portocaliu a devenit extrem de popular printre pre-Rafaeliți. Părul lung, roșu-portocaliu al lui Elizabeth Siddal, un model și soția pictorului Dante Gabriel Rossetti, a devenit un simbol al mișcării pre-Rafaelite. Lordul Leighton, președintele Academiei Regale, a realizat Flaming June, un tablou al unei tinere adormite într-o rochie portocaliu aprins, care a obținut aclamații pe scară largă. Albert Joseph Moore a pictat scene festive ale romanilor purtând pelerine portocalii mai aprinse  decât au purtat vreodată romanii. 
În Franța, pictorii au folosit portocaliu într-o direcție total diferită. În 1872, Claude Monet a pictat Impression, soleil levant, un minuscul soare portocaliu și puțină lumină portocalie reflectată pe nori și în apă, în centrul unui peisaj albastru nebunesc. Acest tablou a dat numele mișcării impresionism.
Portocaliul a devenit o culoare importantă pentru toți pictorii impresioniști. Cu toții au studiat cărțile recente despre teoria culorilor și știau că portocaliul așezat lângă albastru azur făcea ca ambele culori să fie mult mai strălucitoare. Auguste Renoir a pictat bărci cu dungi de vopsea portocalie cromă direct din tub. Paul Cézanne nu a folosit pigment portocaliu, dar și-a creat propriul portocaliu cu atingeri de galben, roșu și ocru pe un fundal albastru. Toulouse-Lautrec folosea adesea portocaliul în fustele dansatorelor și rochilor parisiene în cafenelele și cluburile pe care le înfățișa. Pentru el era culoarea festivității și a distracției.
Postimpresioniștii au mers și mai departe cu portocaliul. Paul Gauguin a folosit portocaliul ca fundal, pentru îmbrăcăminte și culoarea pielii, pentru a-și umple imaginile cu lumină și exotism. Dar nici un alt pictor nu a folosit portocaliu atât de des și dramatic ca Vincent van Gogh. Pentru Van Gogh, portocaliul și galbenul erau lumina soarelui pur din Provence. Și-a creat propriul portocaliu cu amestecuri de galben, ocru și roșu și l-a așezat lângă roșu de sienna și verde sticlă sub un cer de un albastru turbulent și violet. A pus o lună portocalie și stele într-un cer albastru de cobalt. El i-a scris fratelui său Theo despre „căutarea opozițiilor de albastru cu portocaliu, de roșu cu verde, de galben cu violet, căutând culori frânte și culori neutre care să armonizeze brutalitatea extremelor, încercând să facă culorile intense și nu o armonia de gri”.

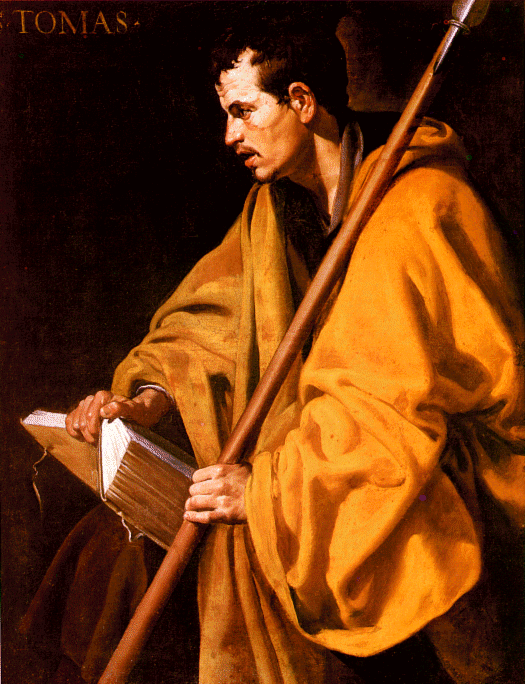
Apostolul Toma, de Diego Velázquez, c.1620
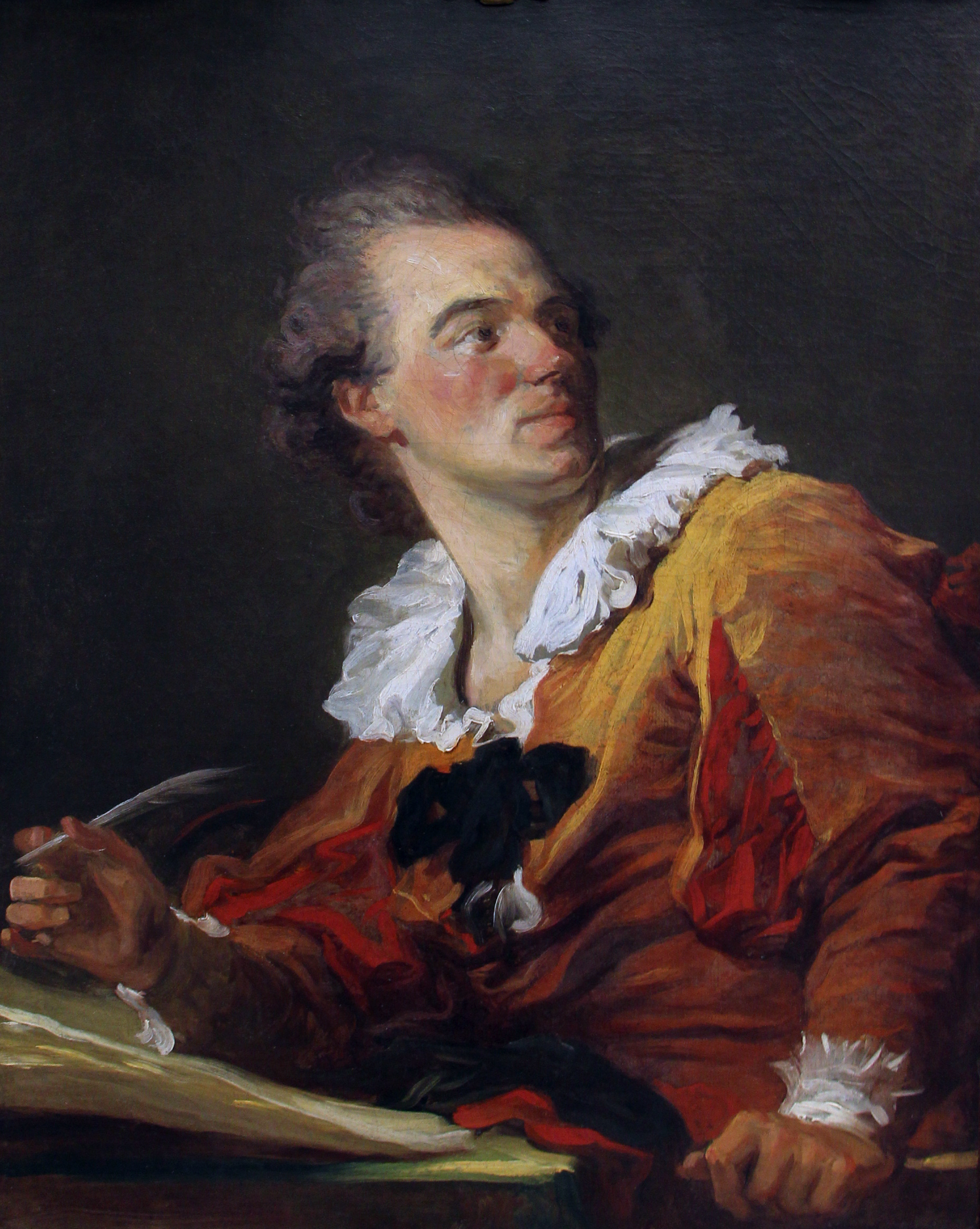
Inspirație, de Jean-Honoré Fragonard, 1789
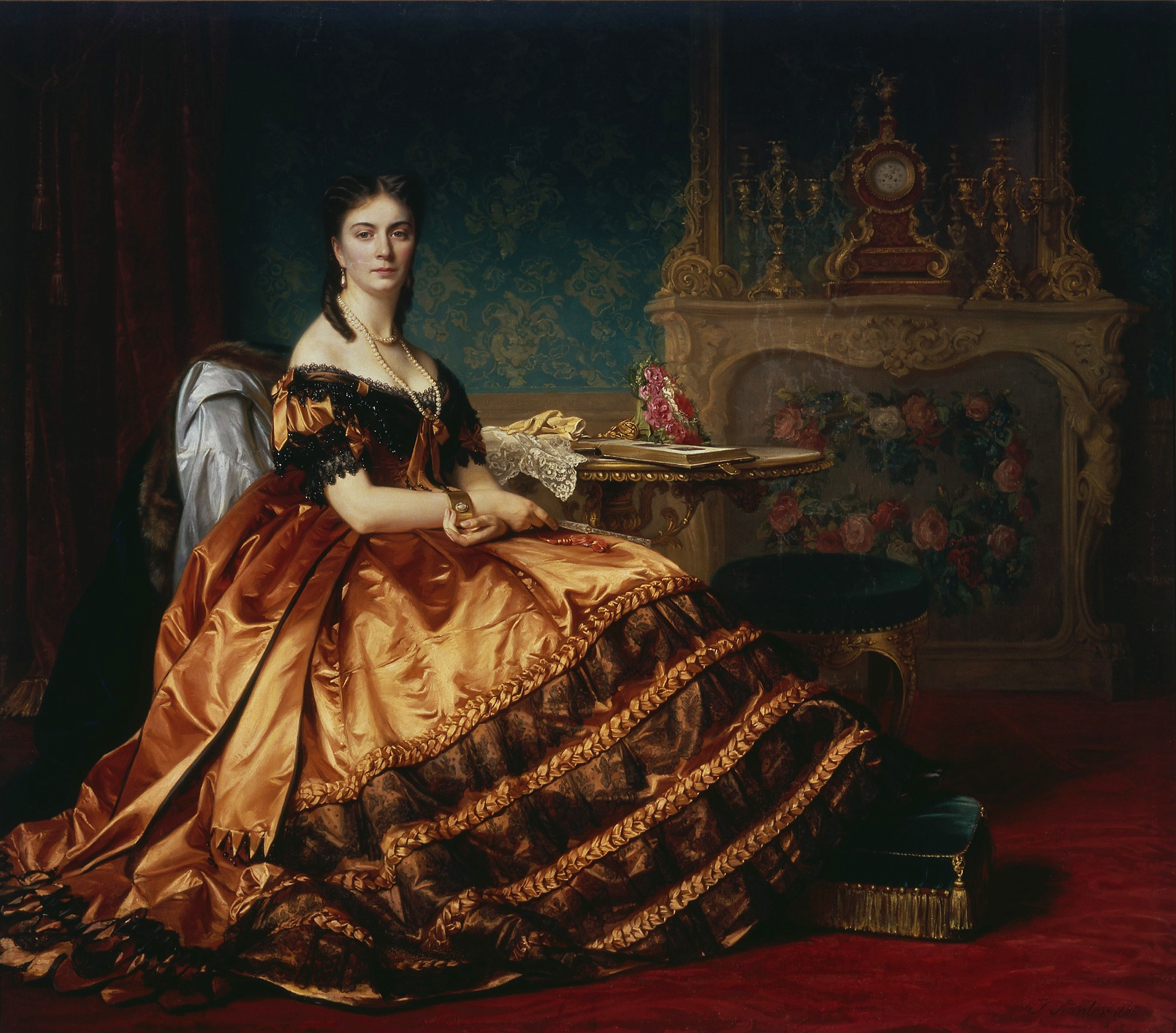
Portretul Emiliei Włodkowska, de Józef Simmler, 1865
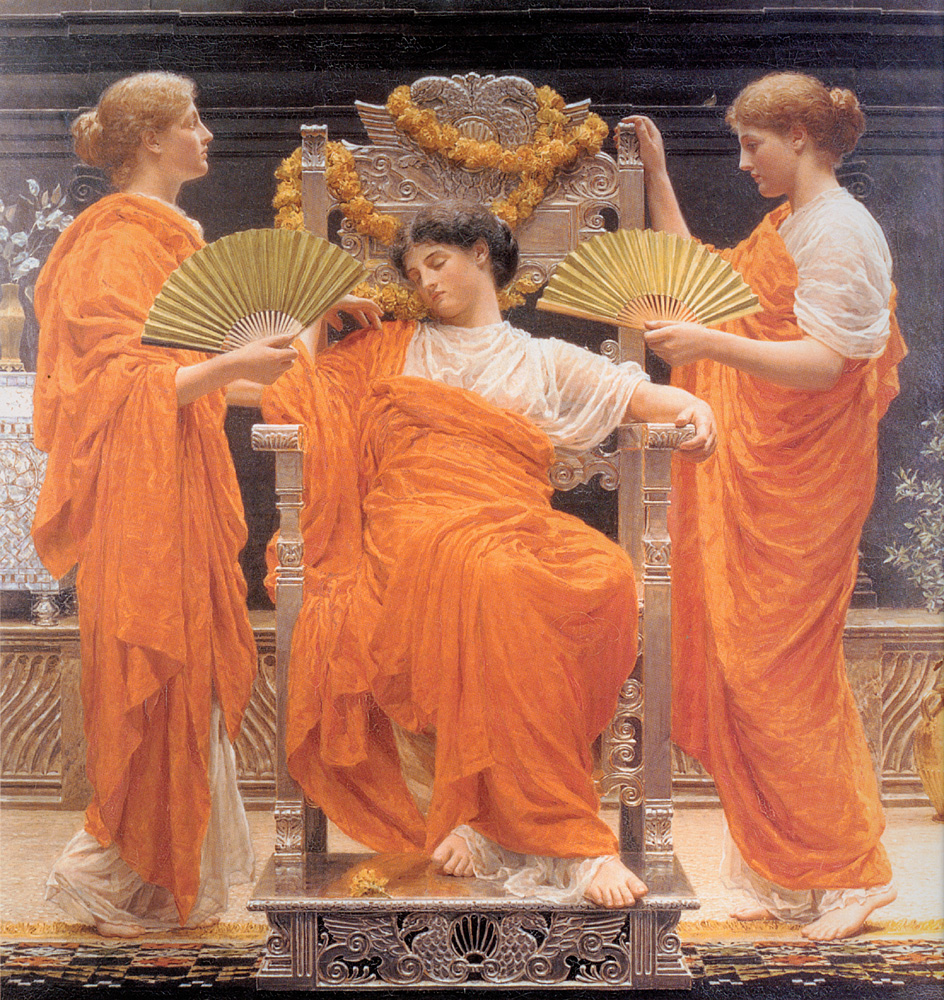
Mijlocul verii, de Albert Joseph Moore, 1887
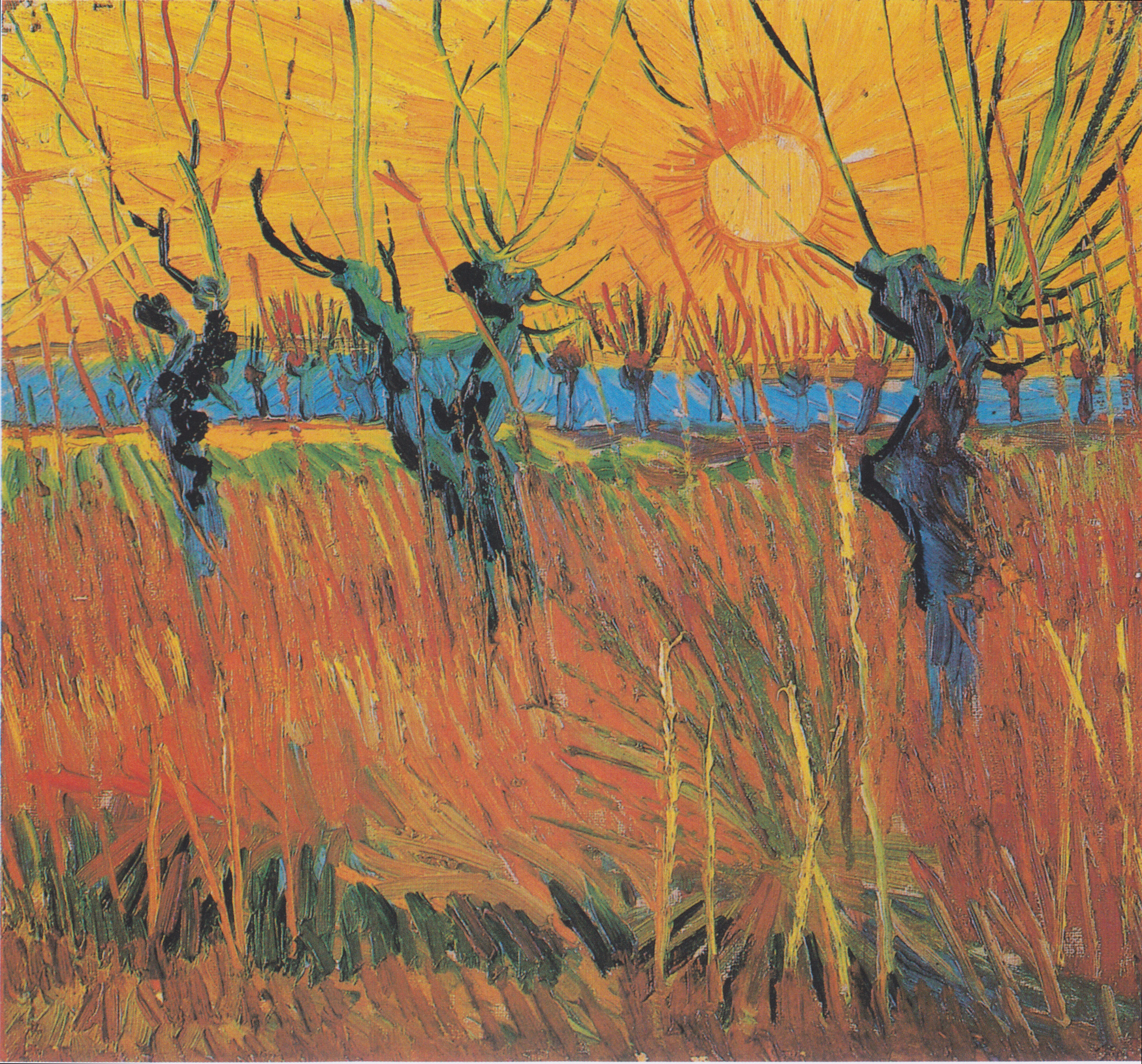
Sălcii la apus de Van Gogh, 1888
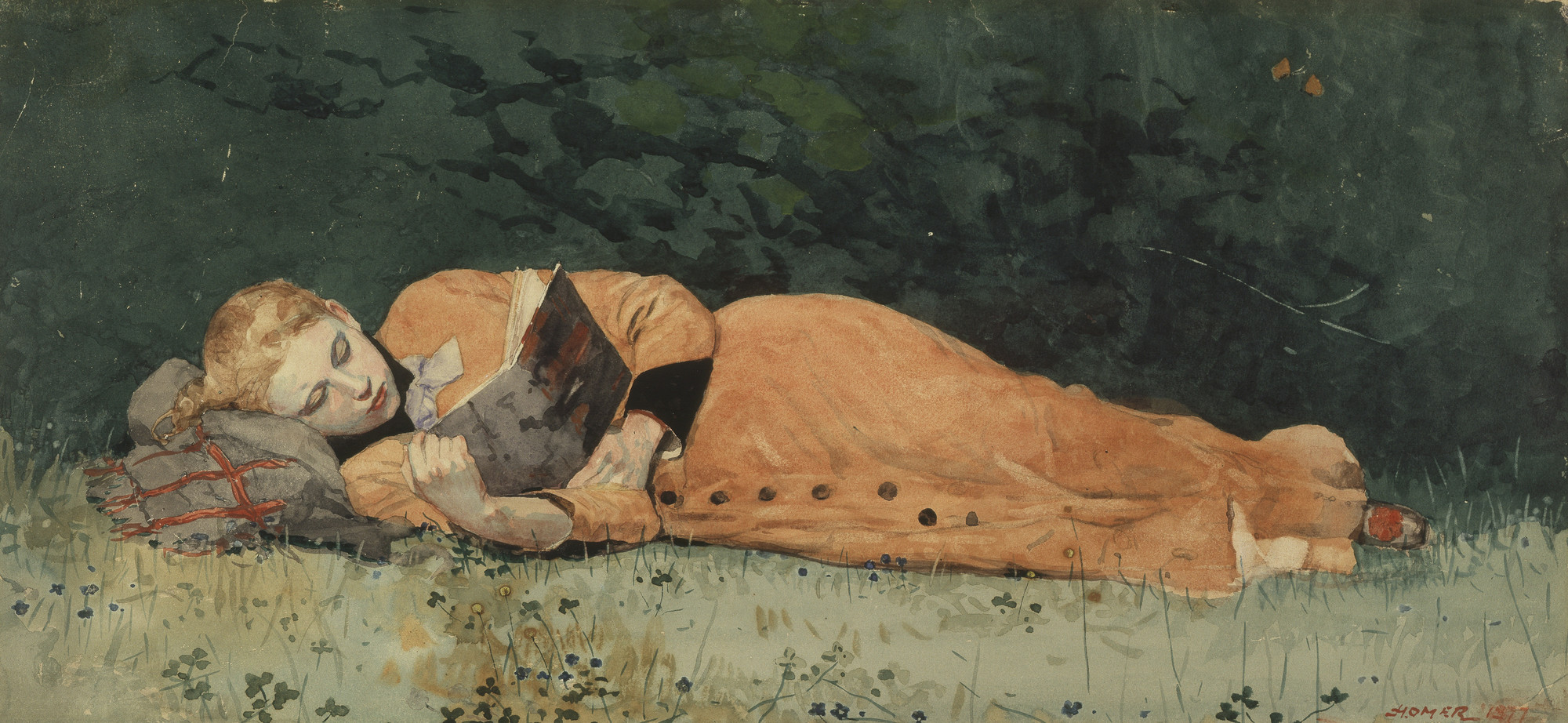
Noul roman, de Winslow Homer, 1877
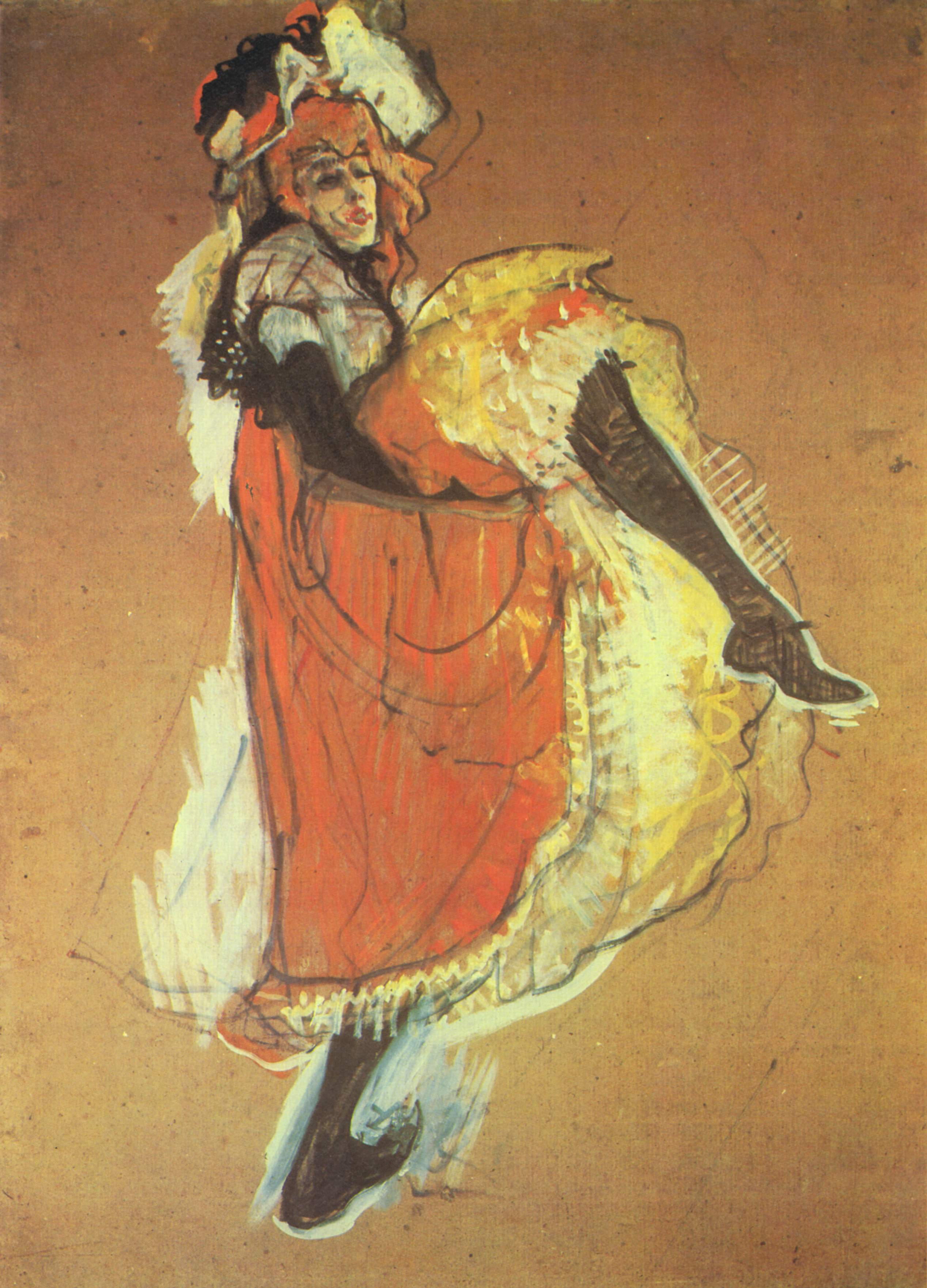
Henri de Toulouse-Lautrec era extrem de iubitor de portocaliu, culoarea amuzamentului Jane Avril (1893-1896).
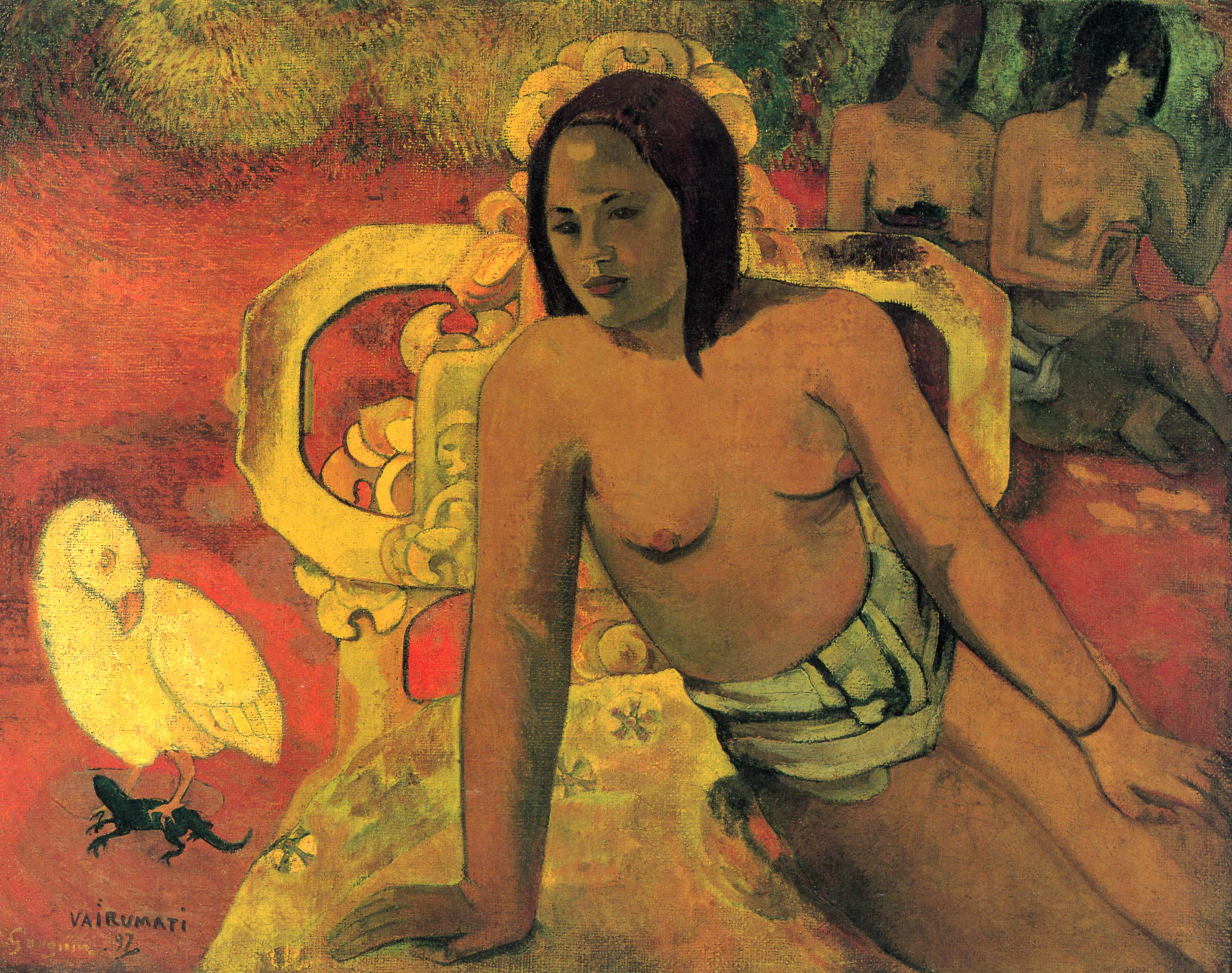
Vairumati, de Paul Gauguin, 1897

### Secolele XX și XXI
În secolele XX și XXI, culoarea portocalie a avut asocieri foarte variate, atât pozitive, cât și negative.
Vizibilitatea ridicată a portocalului a făcut ca aceasta să fie o culoare populară pentru anumite tipuri de îmbrăcăminte și echipamente. În timpul celui de-al Doilea Război Mondial, piloții Marinei SUA din Pacific au început să poarte jachete de salvare gonflabile portocalii, care puteau fi observate de avioanele de căutare și salvare. După război, aceste jachete au devenit obișnuite pe nave civile și navale de toate dimensiunile. Culoarea portocalie este purtată și de lucrătorii de pe autostrăzi și de către bicicliști, pentru a fi cât mai vizibili.
Un ierbicid numit Agent portocaliu a fost pulverizat pe scară largă din aeronave de către Royal Air Force în timpul insurecției comuniste din Malaezia și de către Forțelor Aeriene ale SUA în timpul Războiului din Vietnam, pentru a îndepărta acoperirea pădurii și a junglei sub care se credea că se ascund combatanții inamici și pentru a expune rutele de aprovizionare. Agentul portocaliu a fost toxic și a fost ulterior legat de defecte de naștere și alte probleme de sănătate.

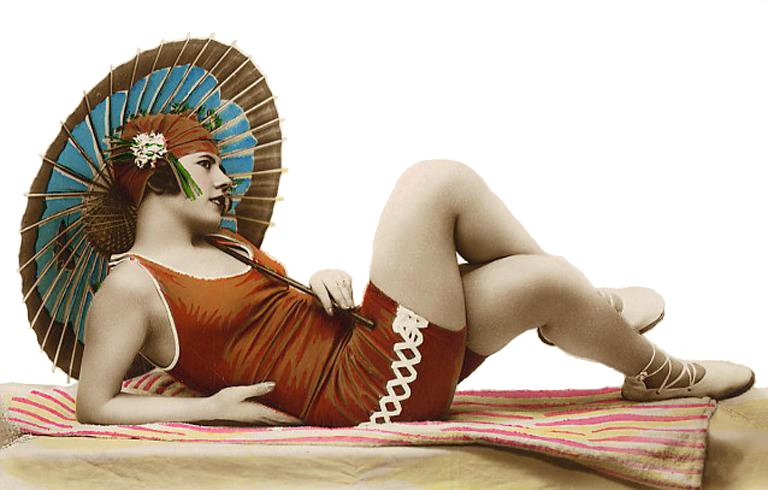
Model de costume de baie din anii 1920.
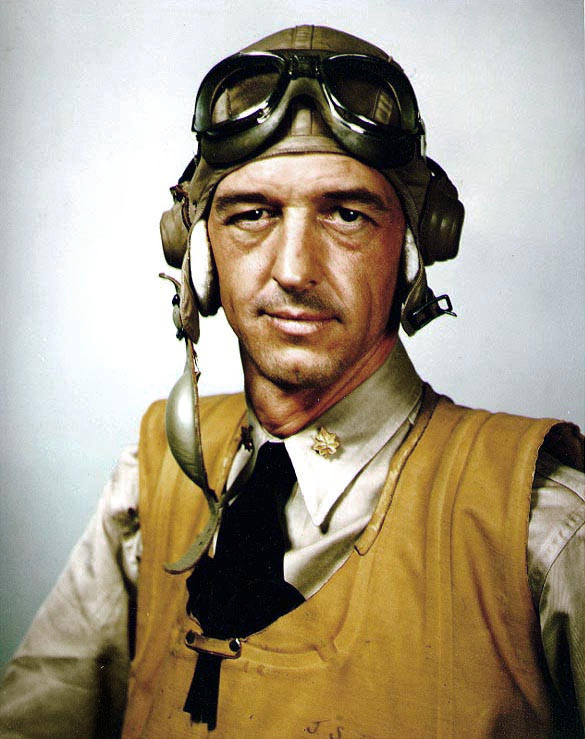
A [[United States naval aviator|Pilot al marinei SUA în timpul celui de-al Doilea Război Mondial purtând o vestă de salvare gonflabilă portocalie.
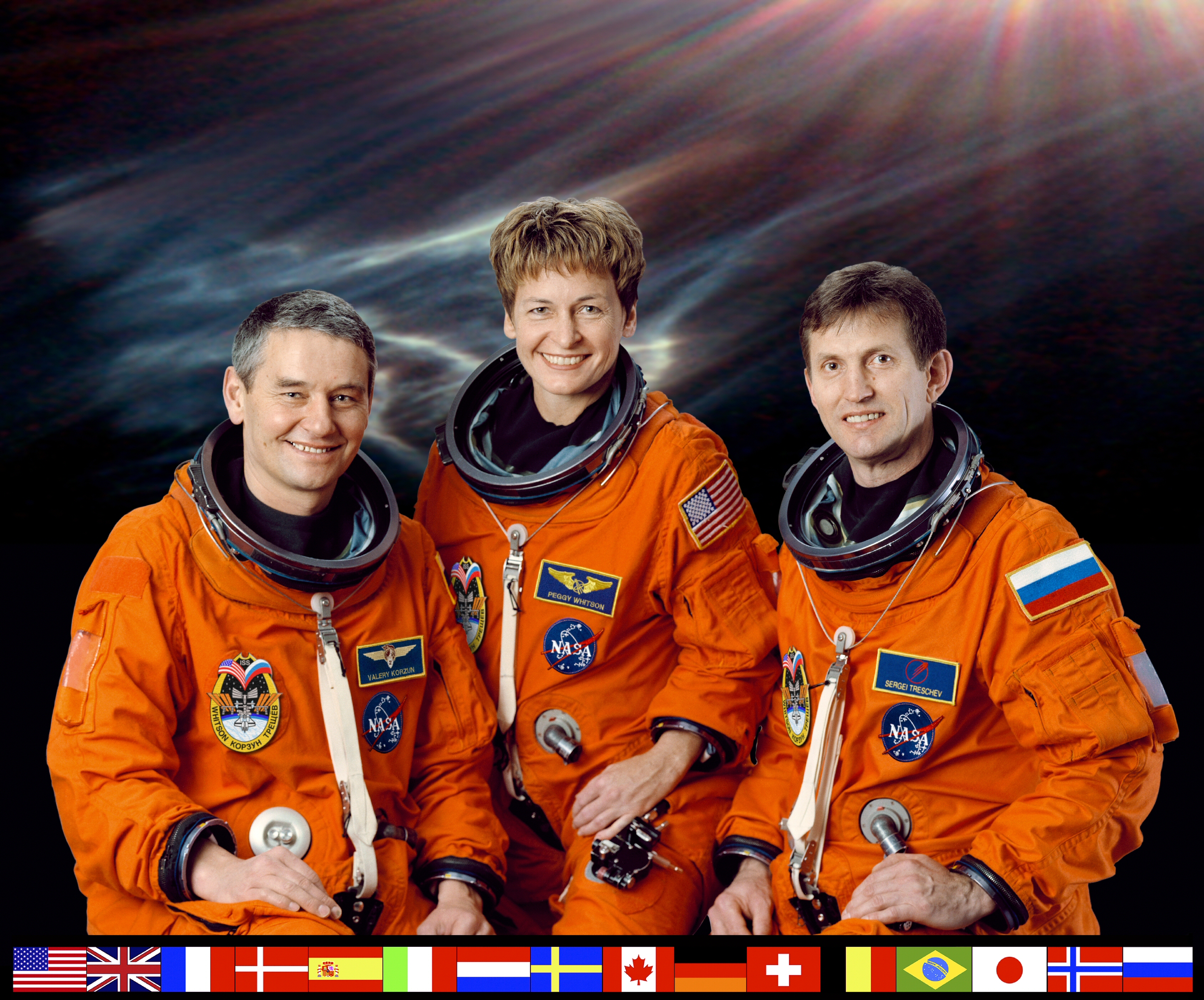
Membri ai echipajului Stației Spațiale Internaționale.
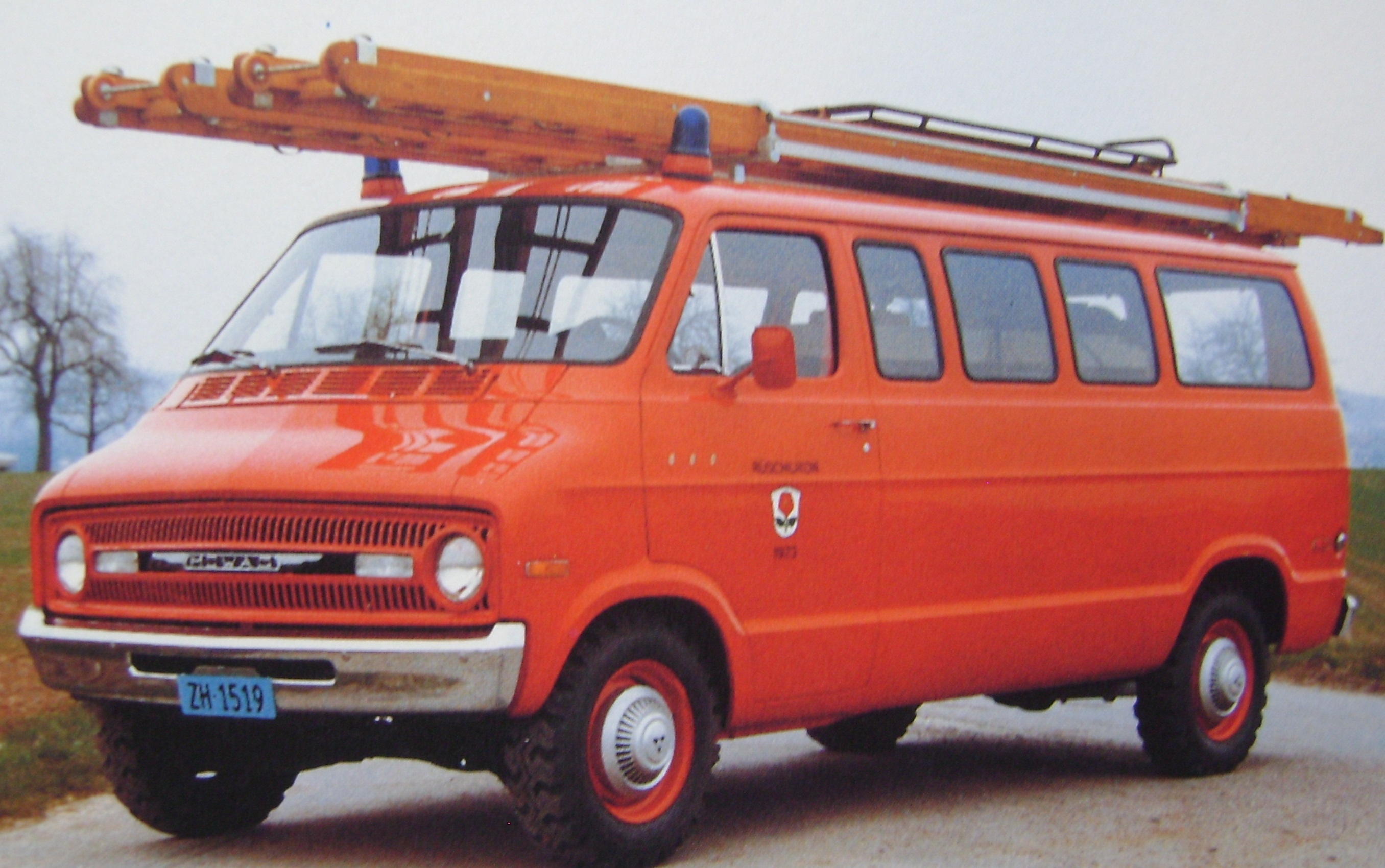
Mașină de pompieri în Elveția
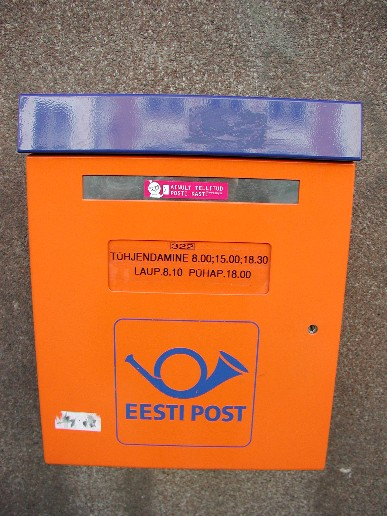
Cutie poștală în Estonia

Portocaliul a avut și a continuat să aibă o dimensiune politică; servește drept culoare a ideologiei politice democratice creștine, care se bazează pe învățătura socială catolică și teologie ne-calvinistă. Partidele politice democratice creștine au crescut în importanță în Europa și America după cel de-al Doilea Război Mondial.
În Ucraina, în noiembrie-decembrie 2004, a devenit culoarea Revoluției Portocalii, o mișcare populară care l-a adus la președinție pe activistul și reformatorul Viktor Iușcenko.

## Știință

### Optică
|                                                                                           |  |  |  |  |  |  |  |  |  |  |  |  |  |  |  |
| În teoria tradițională a culorilor, portocaliu este o gamă de culori între roșu și galben |  |  |  |  |  |  |  |  |  |  |  |  |  |  |  |
|                                                                                           |  |  |  |  |  |  |  |  |  |  |  |  |  |  |  |

În optică, portocaliu este culoarea văzută de ochi atunci când privește lumina care are o lungime de undă cuprinsă între aproximativ 585–620 nm. Are o nuanță de 30° în spațiul color HSV.  
În roata tradițională de culori folosită de pictori, portocaliu este gama de culori între roșu și galben, iar pictorii pot obține portocaliu amestecând roșu și galben în diferite proporții. Totuși, aceste culori nu sunt niciodată la fel de vii ca un pigment pur portocaliu. În modelul de culori RGB (sistemul folosit pentru crearea culorilor pe un ecran de televiziune sau calculator), portocaliul este generat prin combinarea luminii roșii de înaltă intensitate cu o lumină verde de intensitate mai mică, cu lumina albastră oprită în întregime. Portocaliul este o culoare terțiară care este numeric la jumătatea distanței dintre roșu și galben, așa cum se poate observa în roata de culoare RGB.
În ceea ce privește pictura, albastrul este culoarea complementară portocaliului. După cum au descoperit mulți pictori din secolul al XIX-lea, albastru și portocaliu se întăresc reciproc. Pictorul Vincent van Gogh i-a scris fratelui său Theo că în tablourile sale, el încercă să dezvăluie „opoziția albastrului cu portocaliu, al roșului cu verde, al galbenului cu violetul ... încercând să facă culorile intense și nu o armonie de gri". Într-o altă scrisoare a scris: „Nu există portocaliu fără albastru”. Van Gogh, Pierre-Auguste Renoir și mulți alți impresioniști și postimpresioniști au plasat frecvent portocaliul împotriva albastrului cobalt sau azuriului, pentru a face ambele culori să pară mai luminoase.
Complementul propriu-zis al portocaliului este azurul – o culoare care este la un sfert din distanța dintre albastru și verde din spectrul de culori. Culoarea complementară reală a albastrului adevărat este galbenul. Pigmenții portocalii sunt în mare parte din familiile de ocru sau cadmiu și absorb în mare parte lumina albastru-verzui.

### Obiecte natural portocalii
Culoarea portocalie a morcovilor, a dovlecilor, a cartofilor dulci, a portocalelor și a multor alte fructe și legume provine din caroten, un tip de pigment fotosintetic. Acești pigmenți transformă lumina pe care plantele o absorb de la Soare în energie chimică pentru creșterea plantelor. Frunzele de toamnă capătă culoarea portocalie din caroteni. Când vremea devine rece și producția de clorofilă verde se oprește, rămâne culoarea portocalie.
Înainte de secolul al XVIII-lea, morcovii din Asia erau de obicei violet, în timp ce cei din Europa erau albi sau roșii. Fermierii olandezi au crescut o varietate care era portocalie; potrivit unor surse, ca un tribut adus statthalter-ului din Olanda si Zeelanda, Wilhelm de Orania. Morcovul lung, portocaliu, olandez, descris pentru prima dată în 1721, este strămoșul morcovului horn portocaliu, unul dintre cele mai frecvente tipuri întâlnite în supermarketurile de astăzi. Își ia numele de la orașul Hoorn din Țările de Jos.

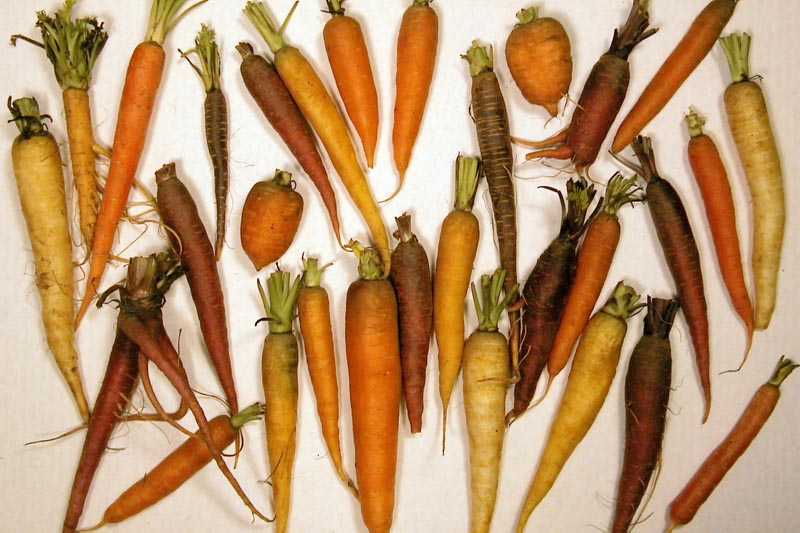
Morcovul, dovleacul și alte legume își capătă culoarea portocalie din caroten, o varietate de pigment fotosintetic.
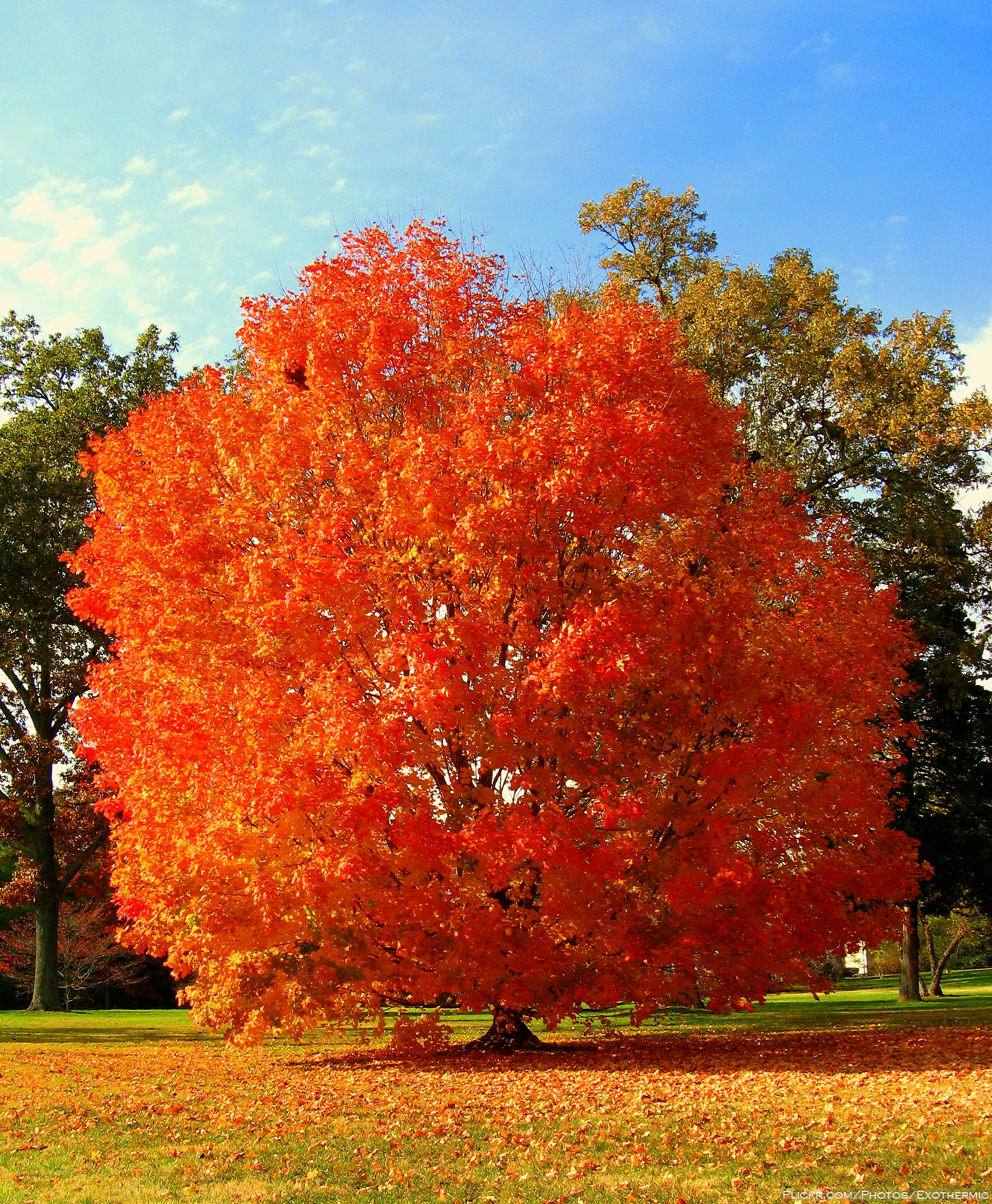
Un arbore toamna. Frunzele de toamnă își capătă culoarea portocalie din caroteni.
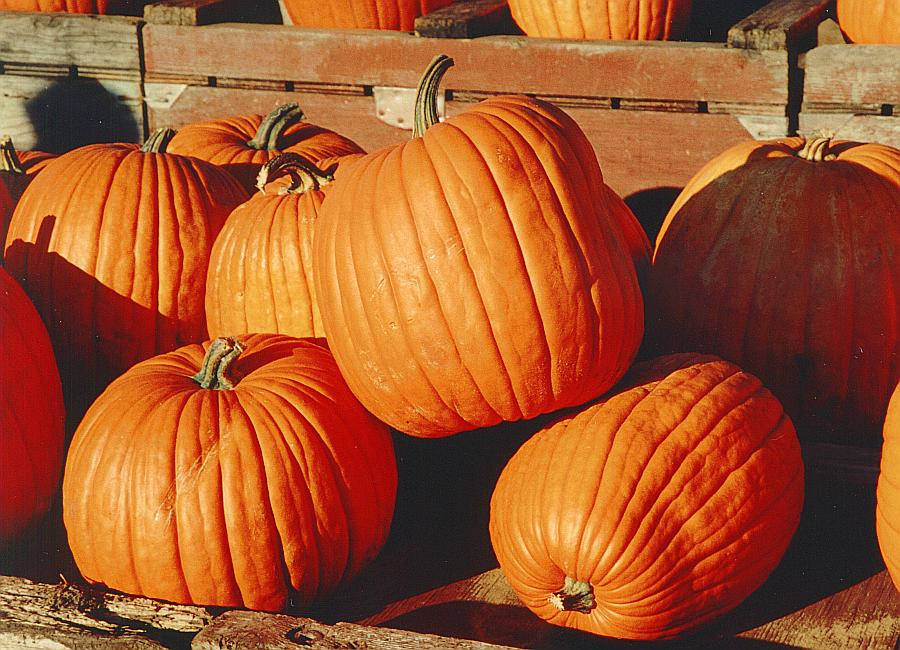
Dovleci
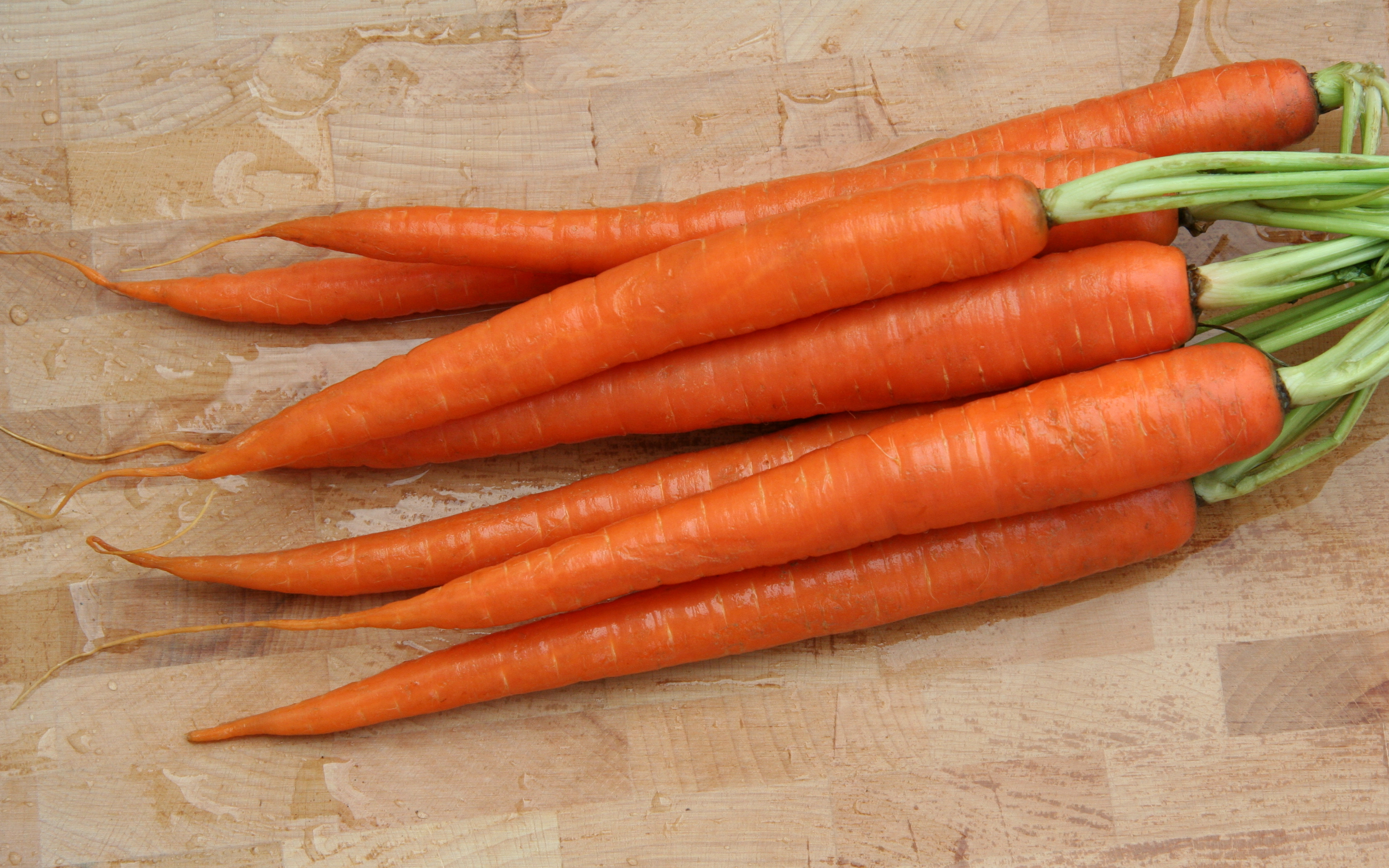
Morcovi
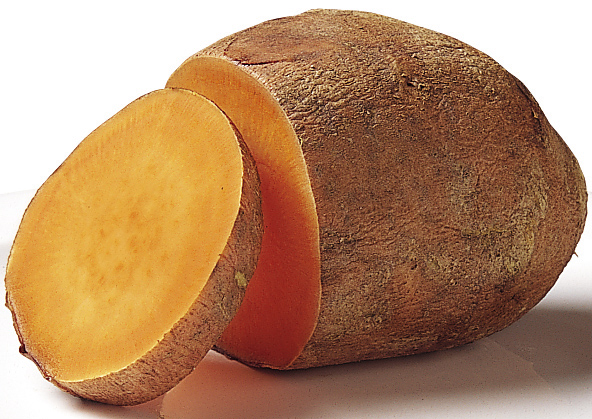
Cartof dulce

### Flori
Portocaliu este asociat în mod tradițional cu sezonul toamnei, cu recolta și frunzele de toamnă. Florile, la fel ca fructele și legumele portocalii și frunzele de toamnă, își capătă culoarea din pigmenții fotosintetici numiți caroteni.

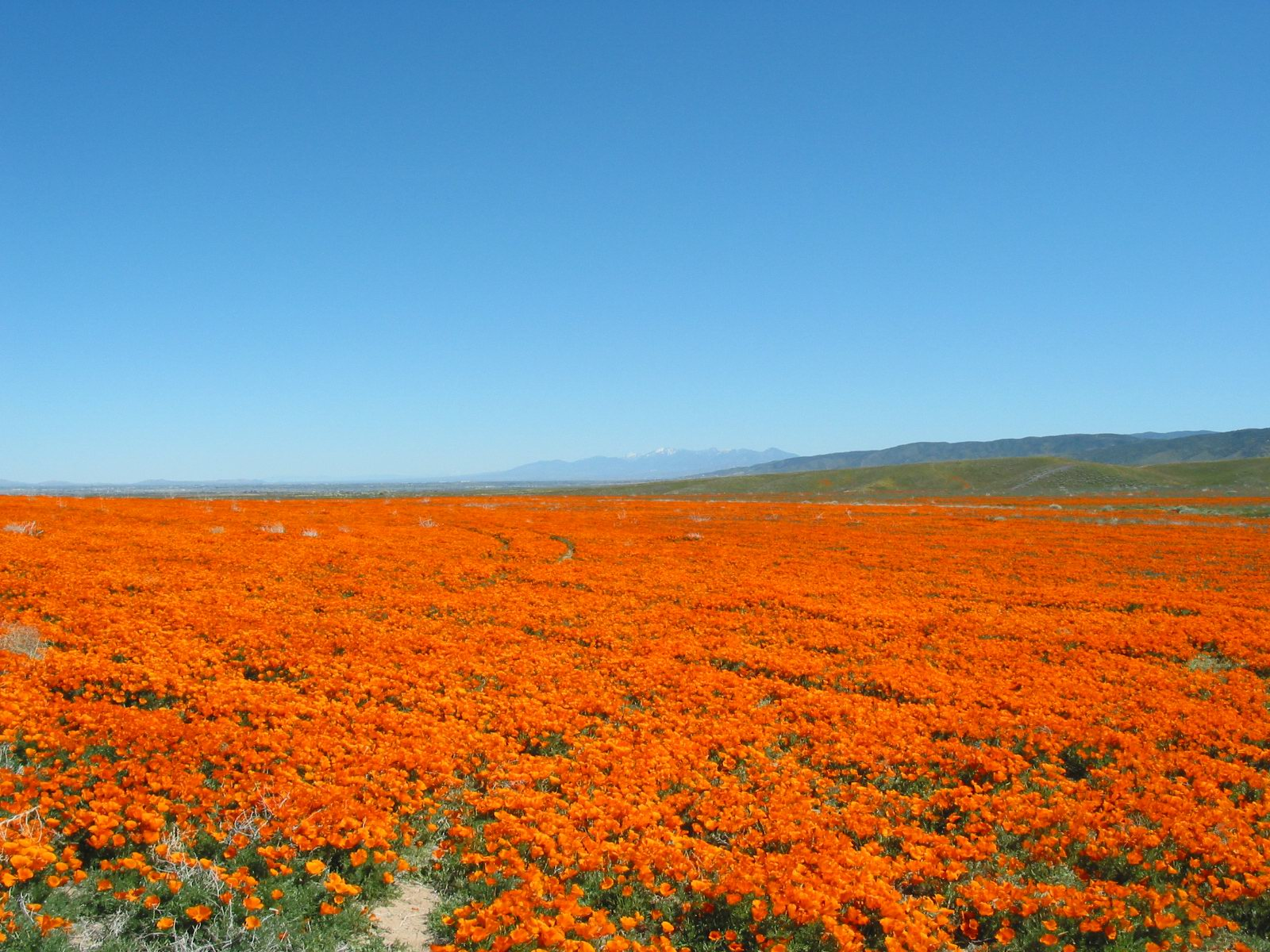
Un câmp de maci din California
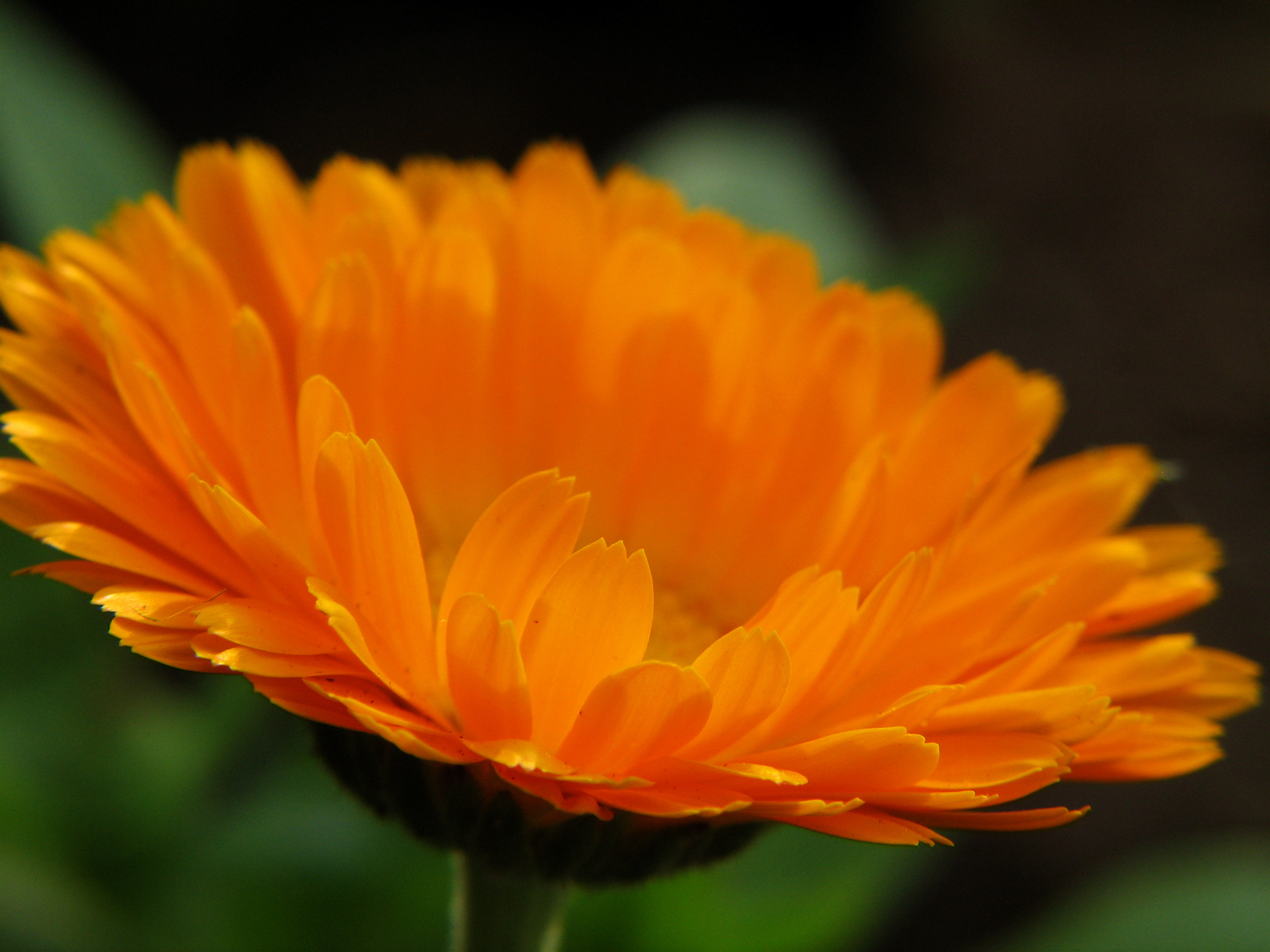
Calendula portocalie
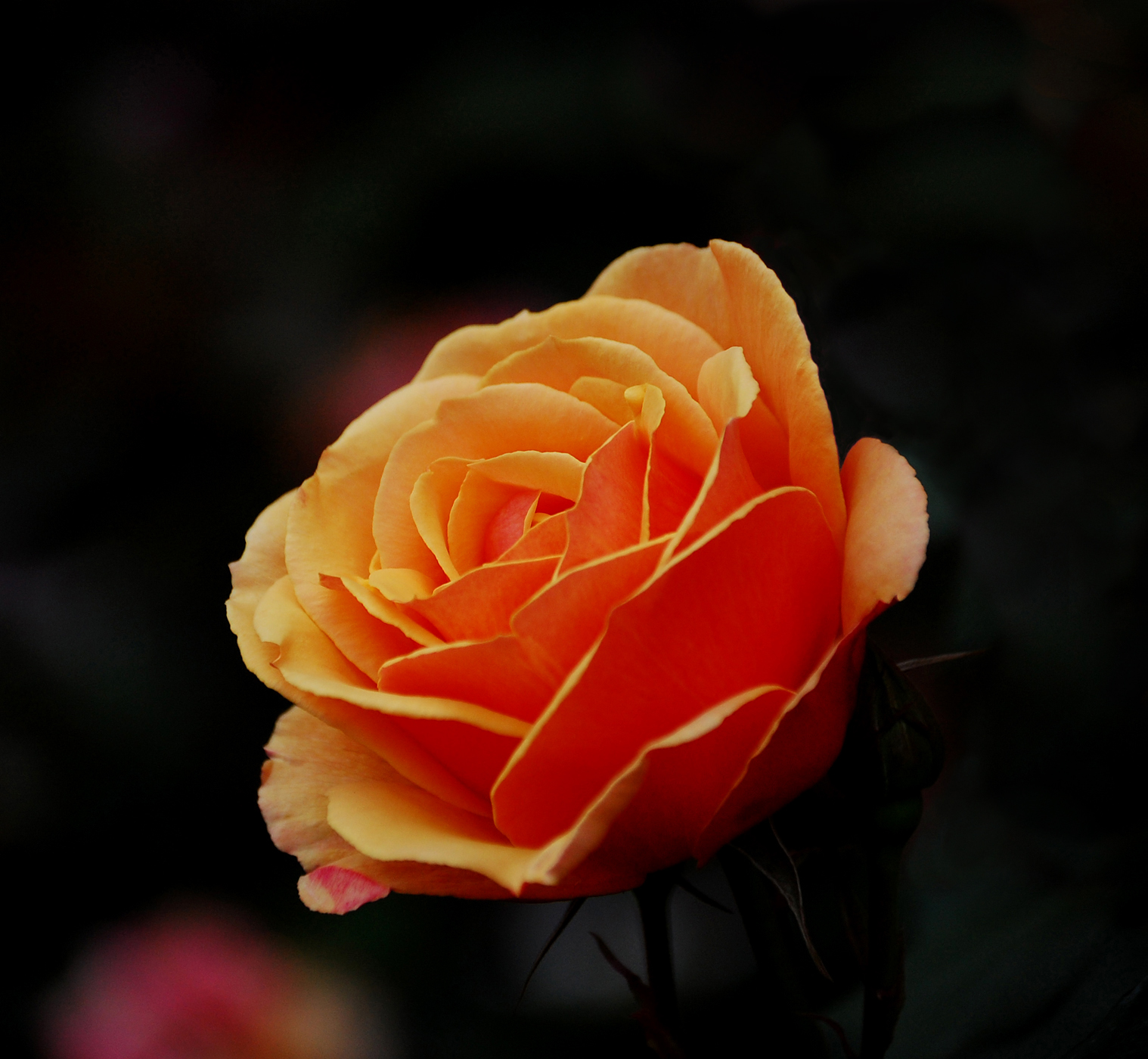
Trandafir potocaliu
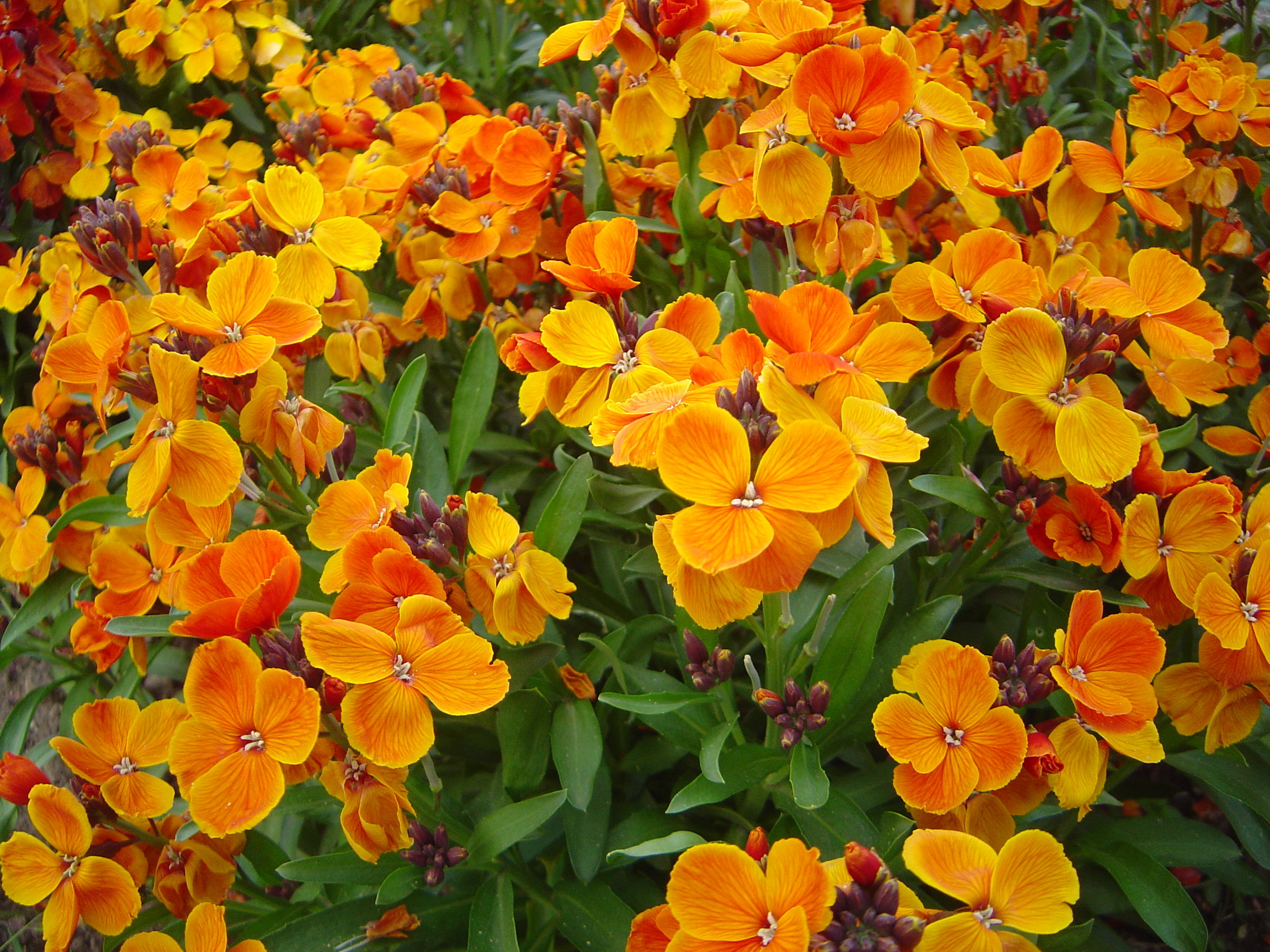
Micșunea
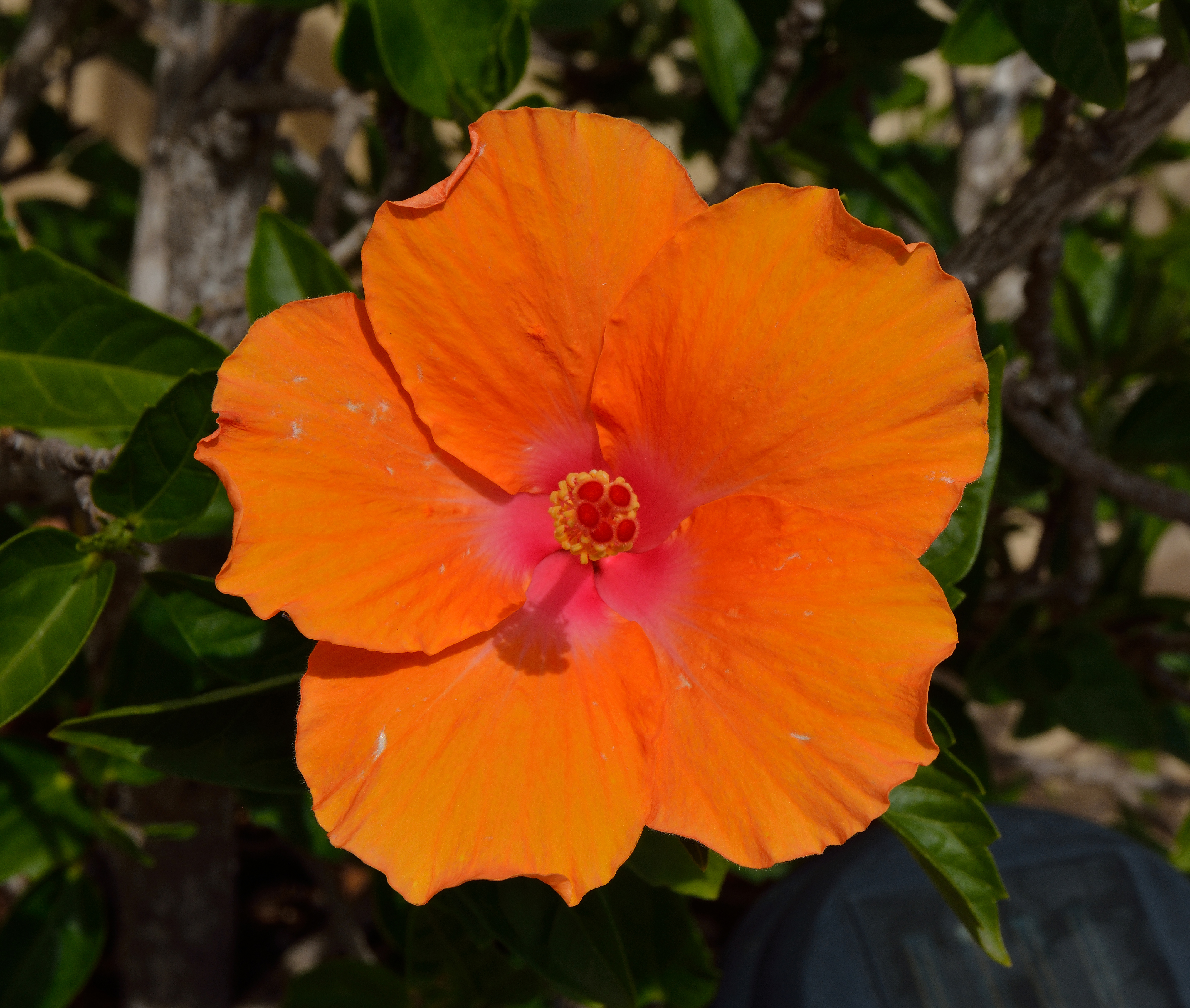
Hibiscus potocaliu
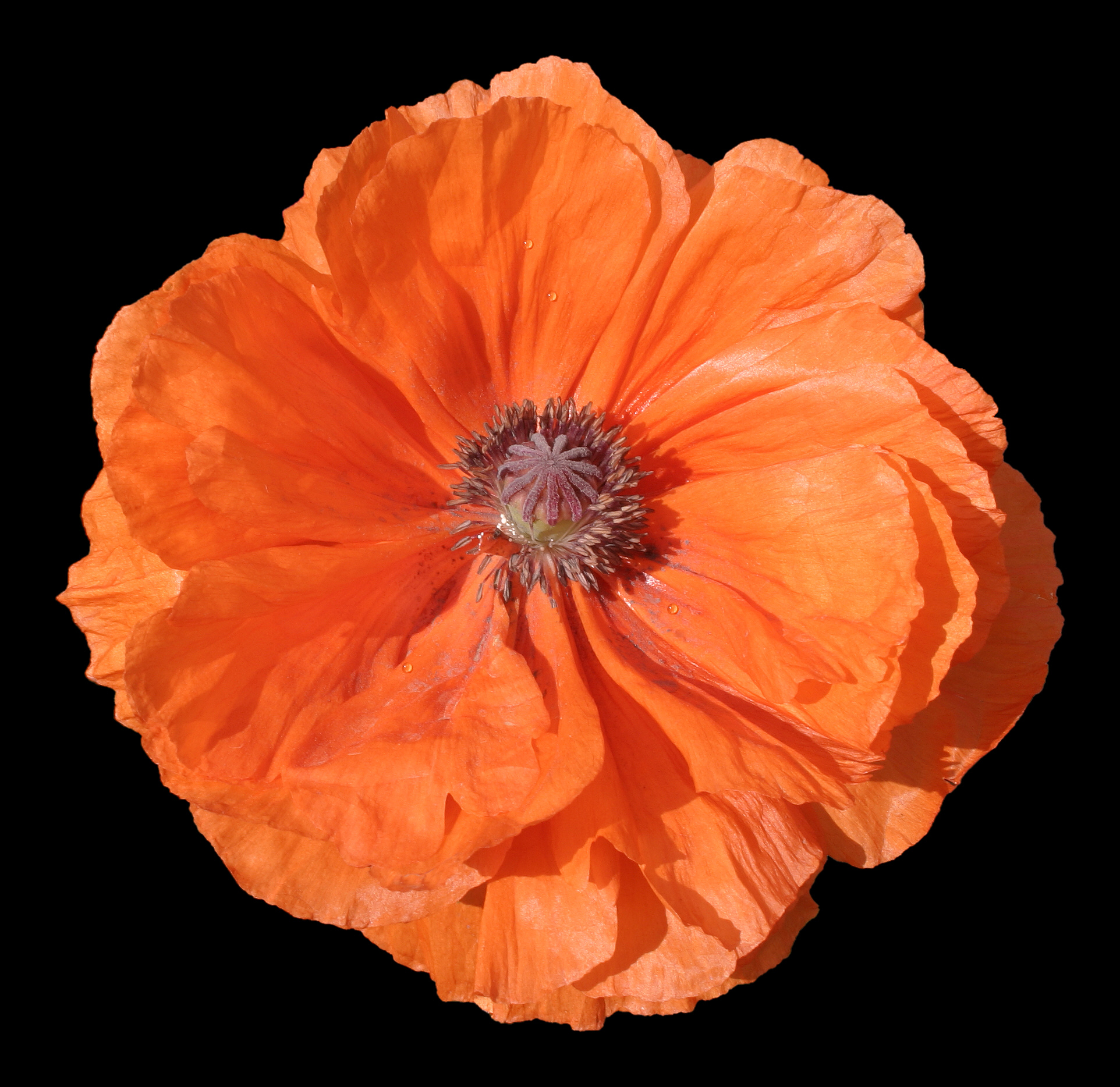
Floare de mac
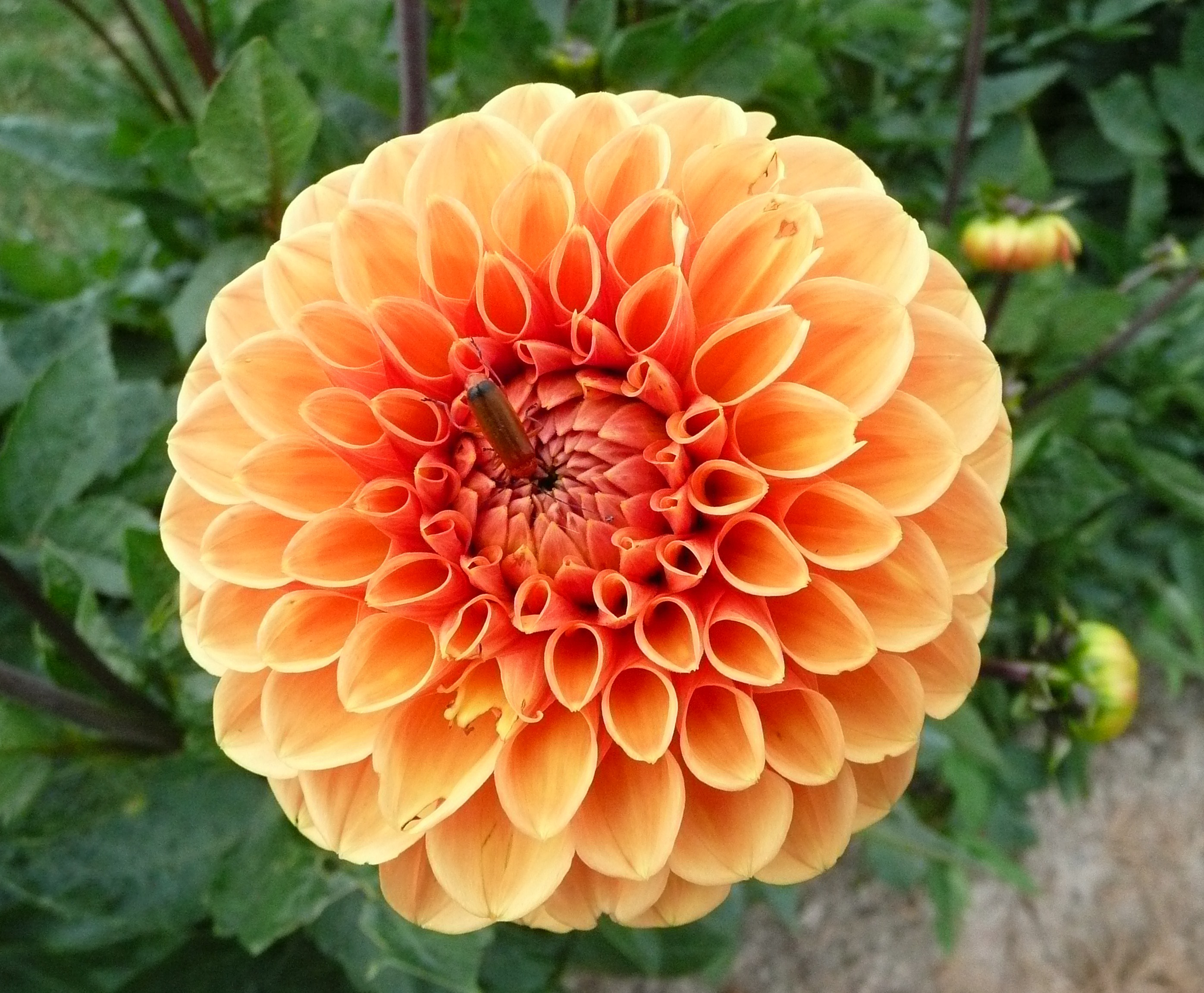
Dalie portocalie
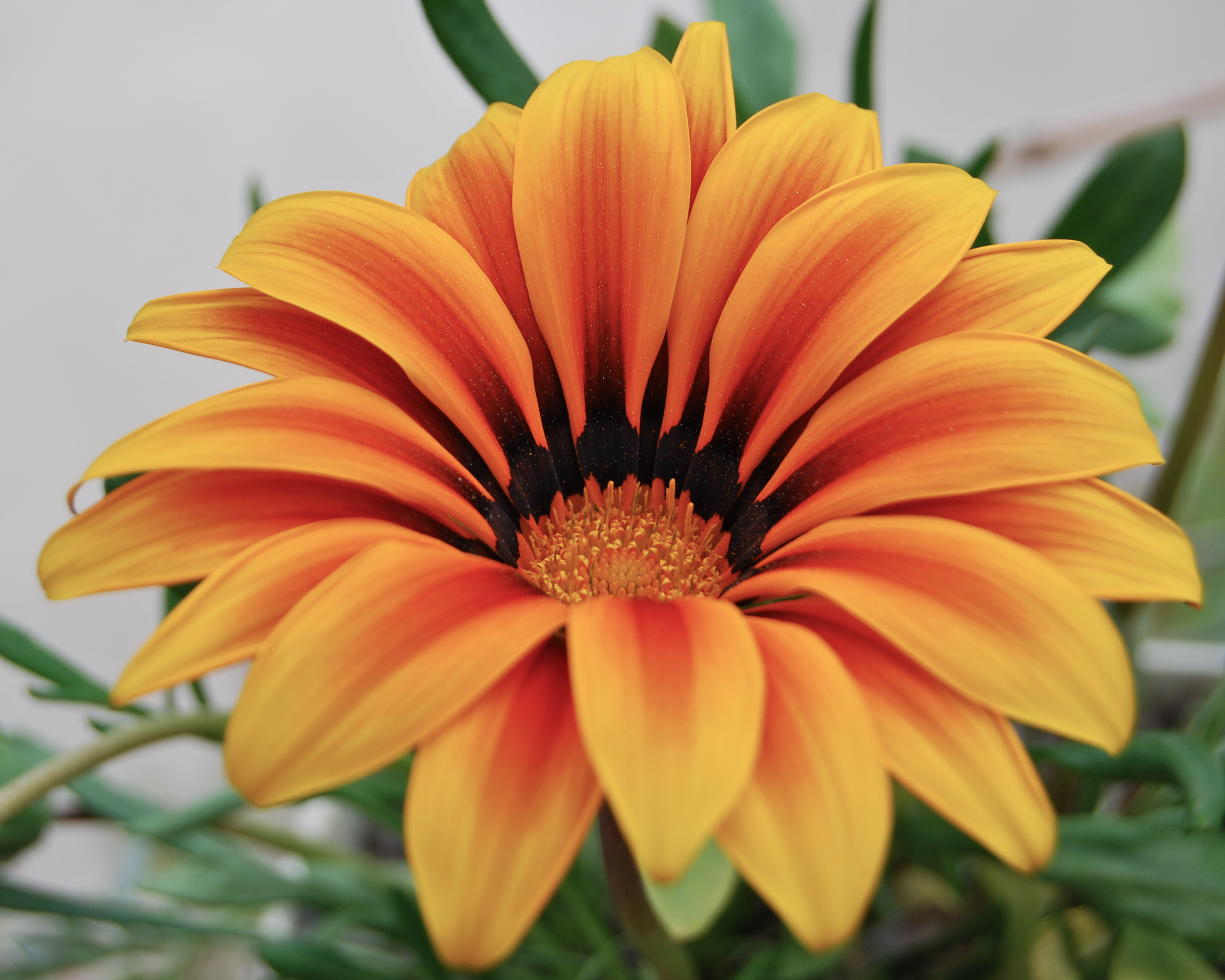
Gazania
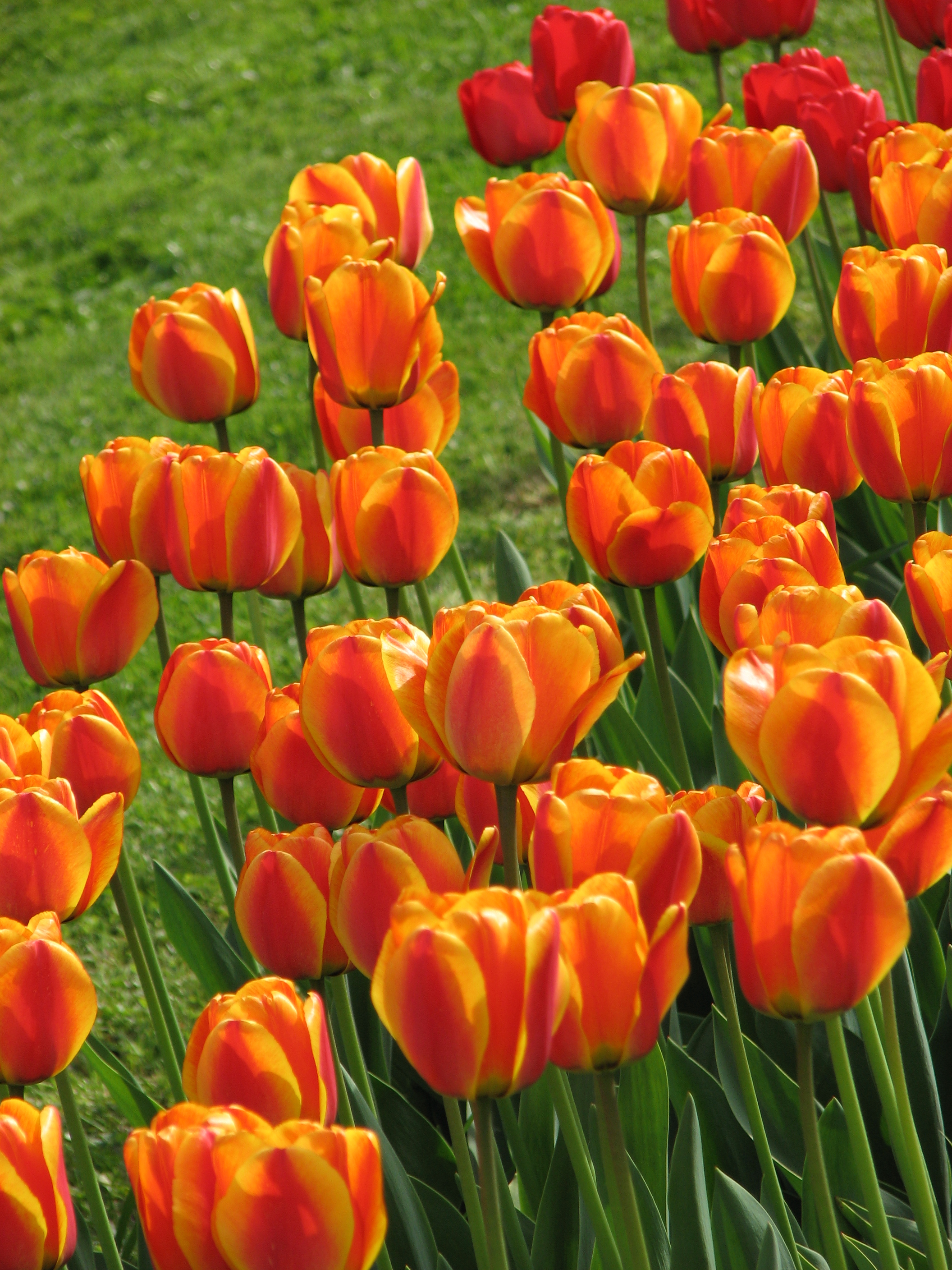
Lalele
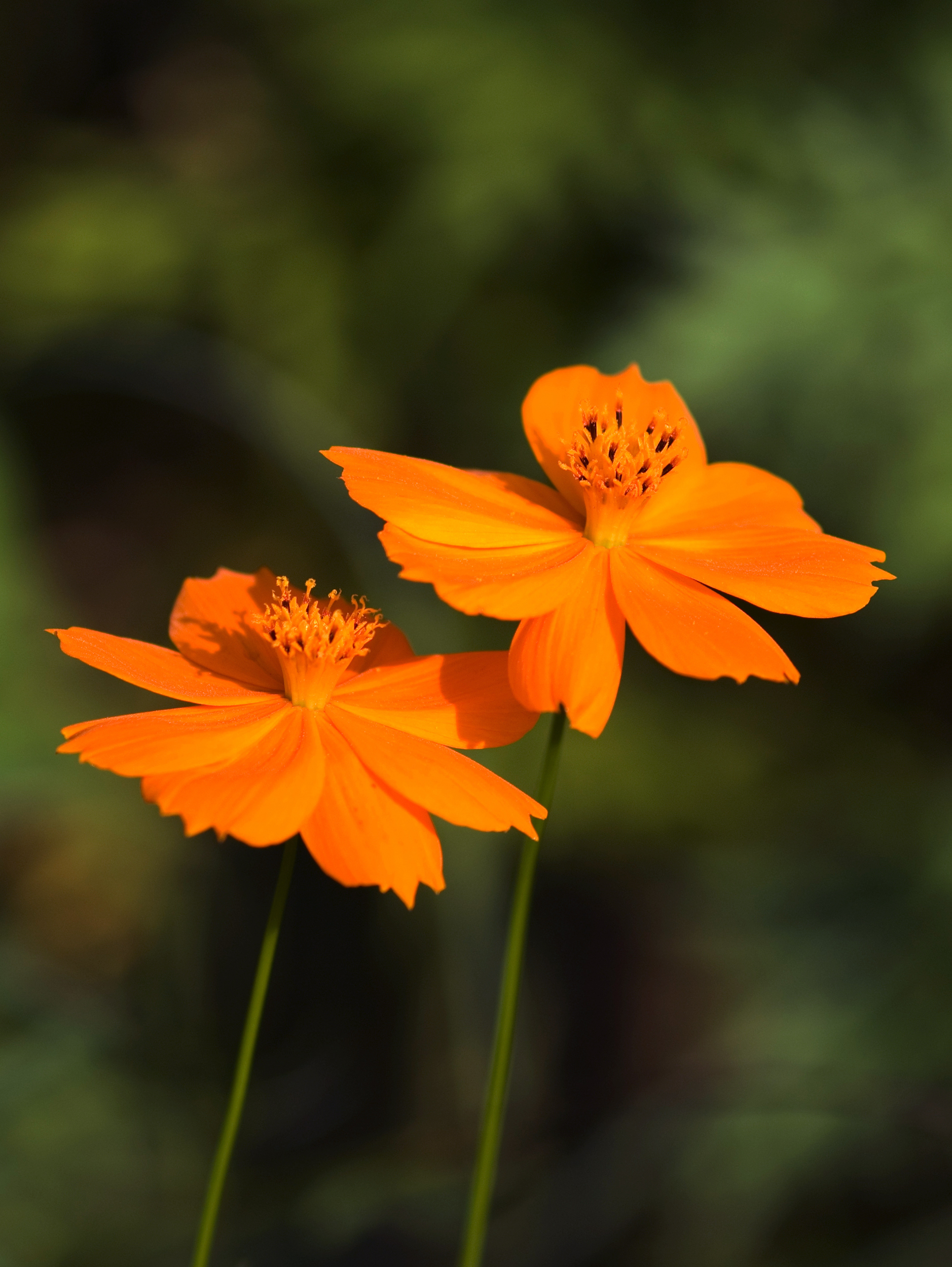
Cosmos sulphureus
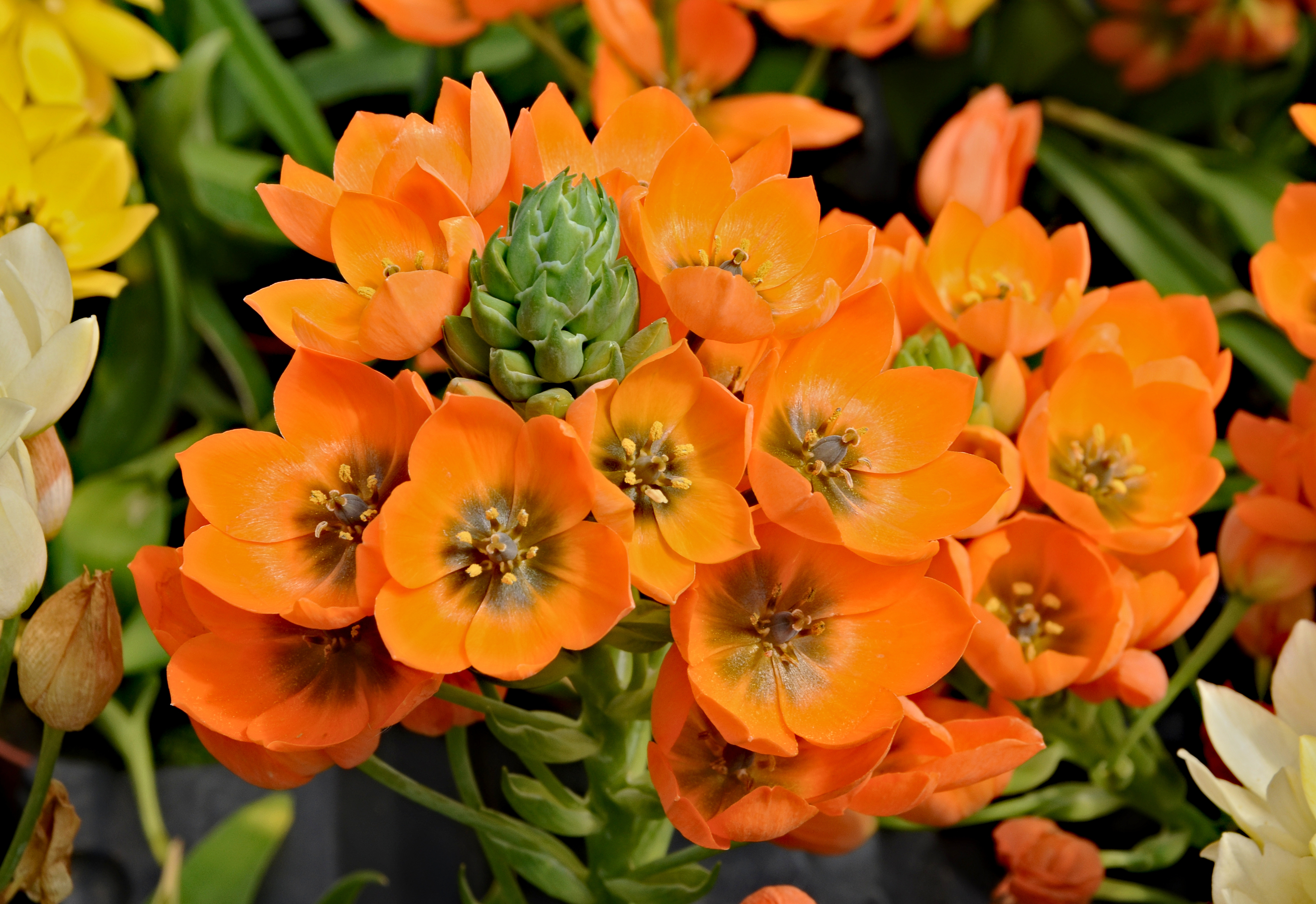
Ornithogalum dubium

### Animale

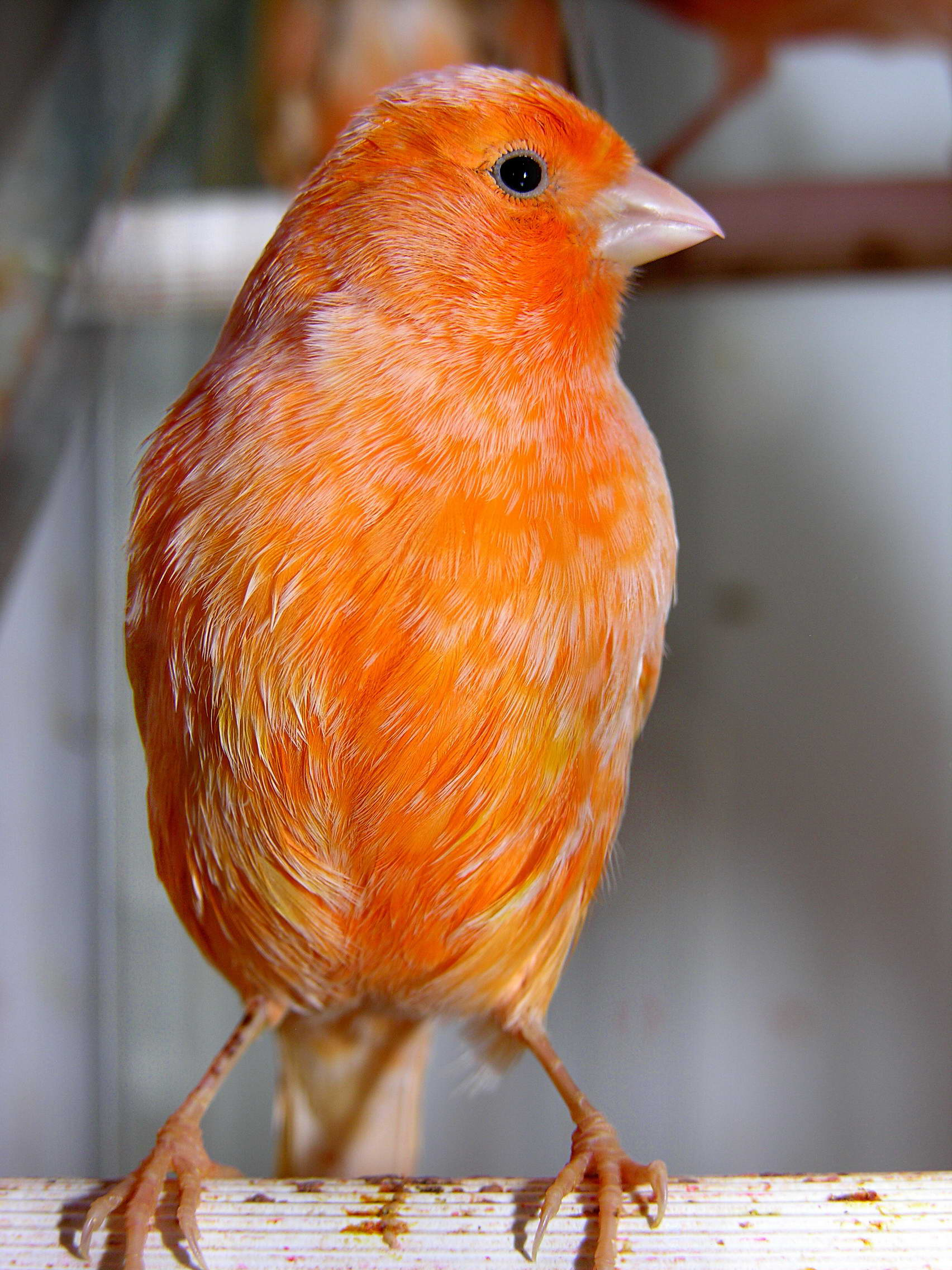
Canar
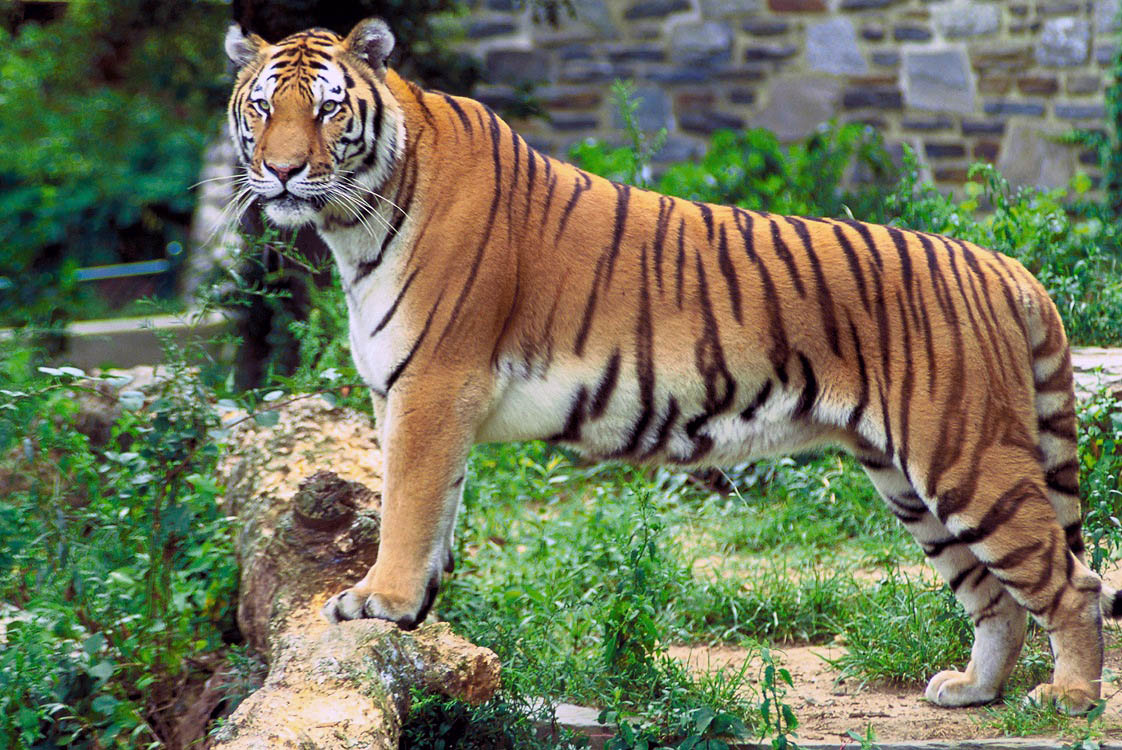
Tigru bengalez (Panthera tigris tigris)
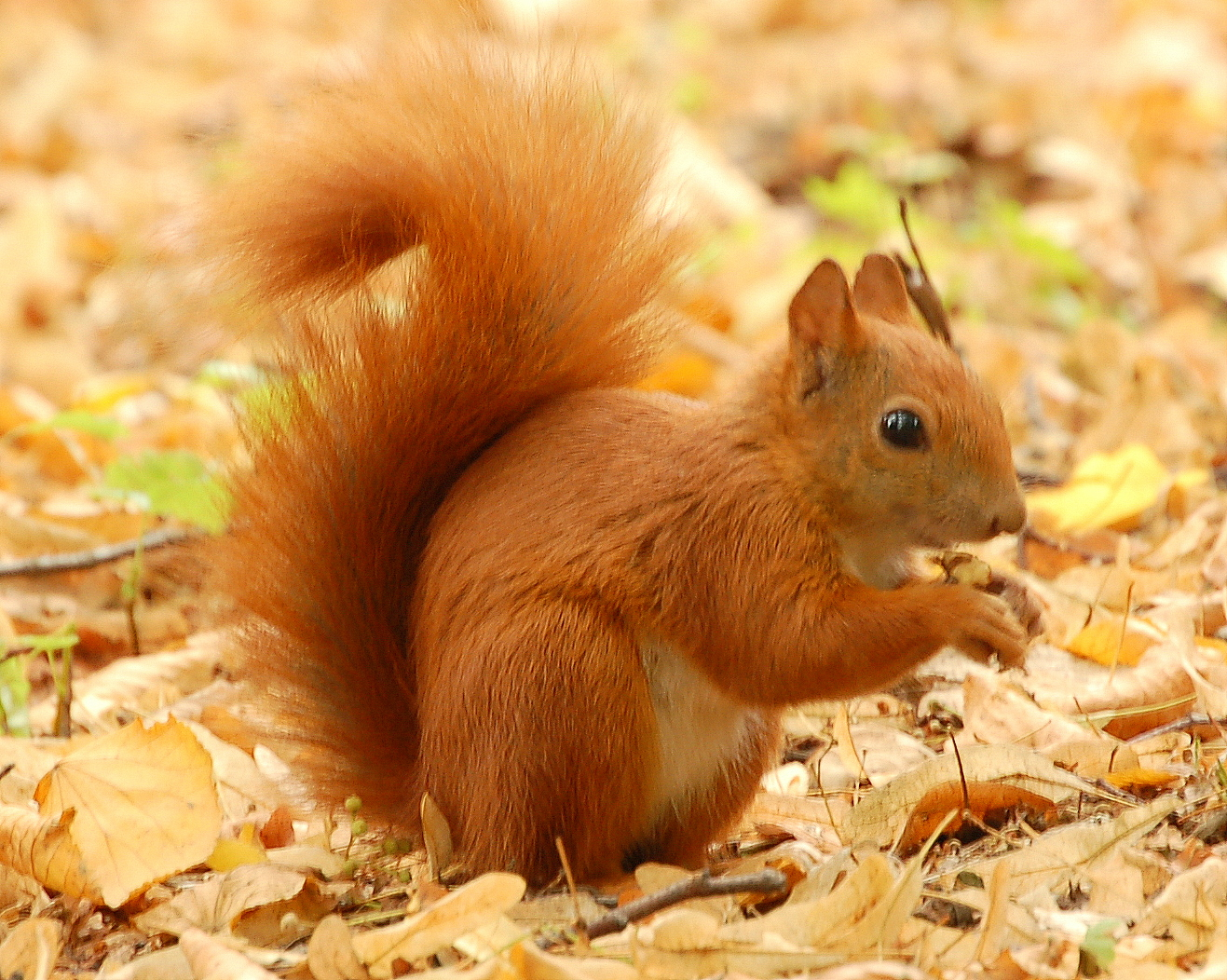
Veverița roșie este de fapt portocalie
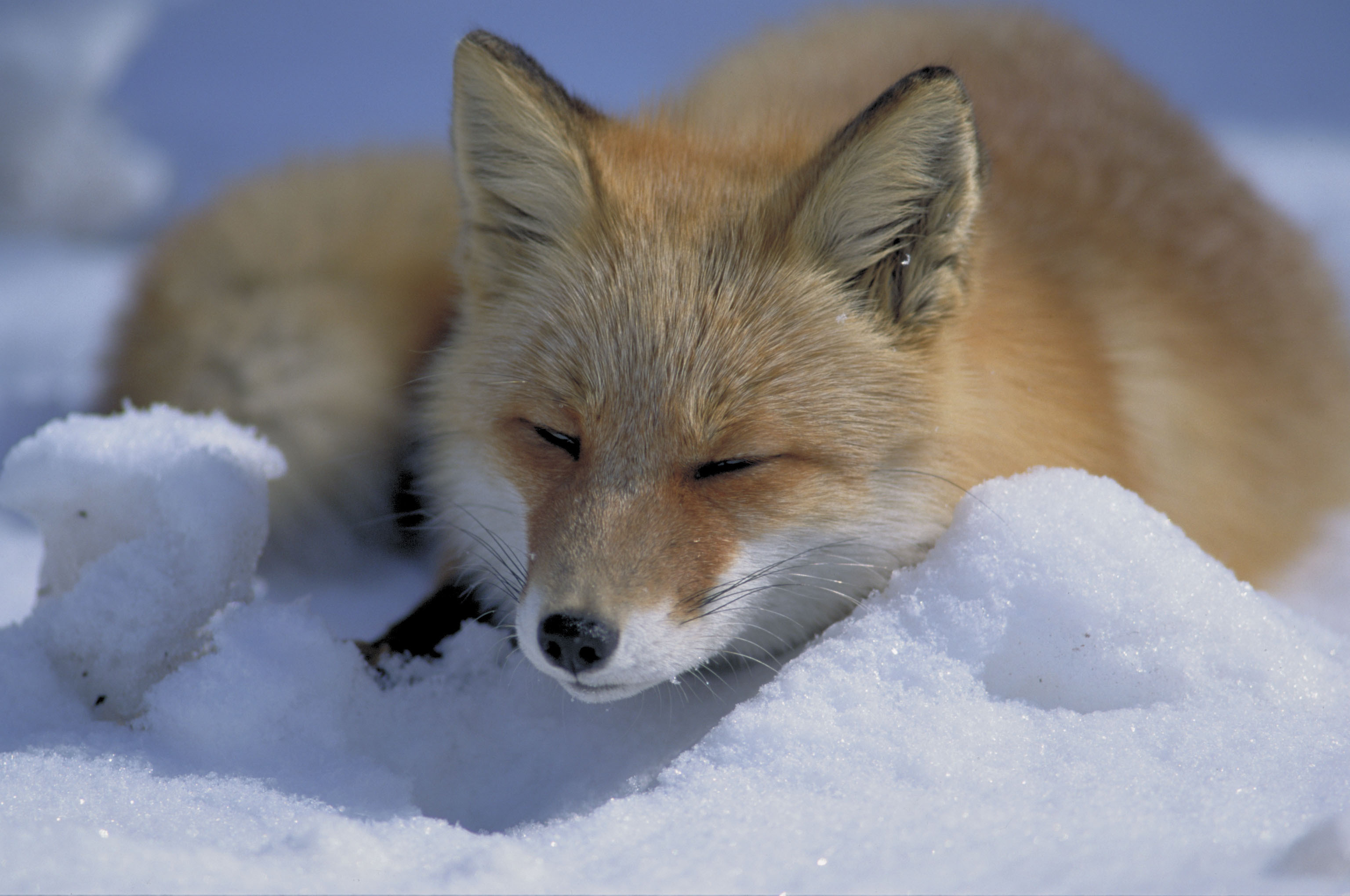
Vulpe roșie sau Vulpes vulpes
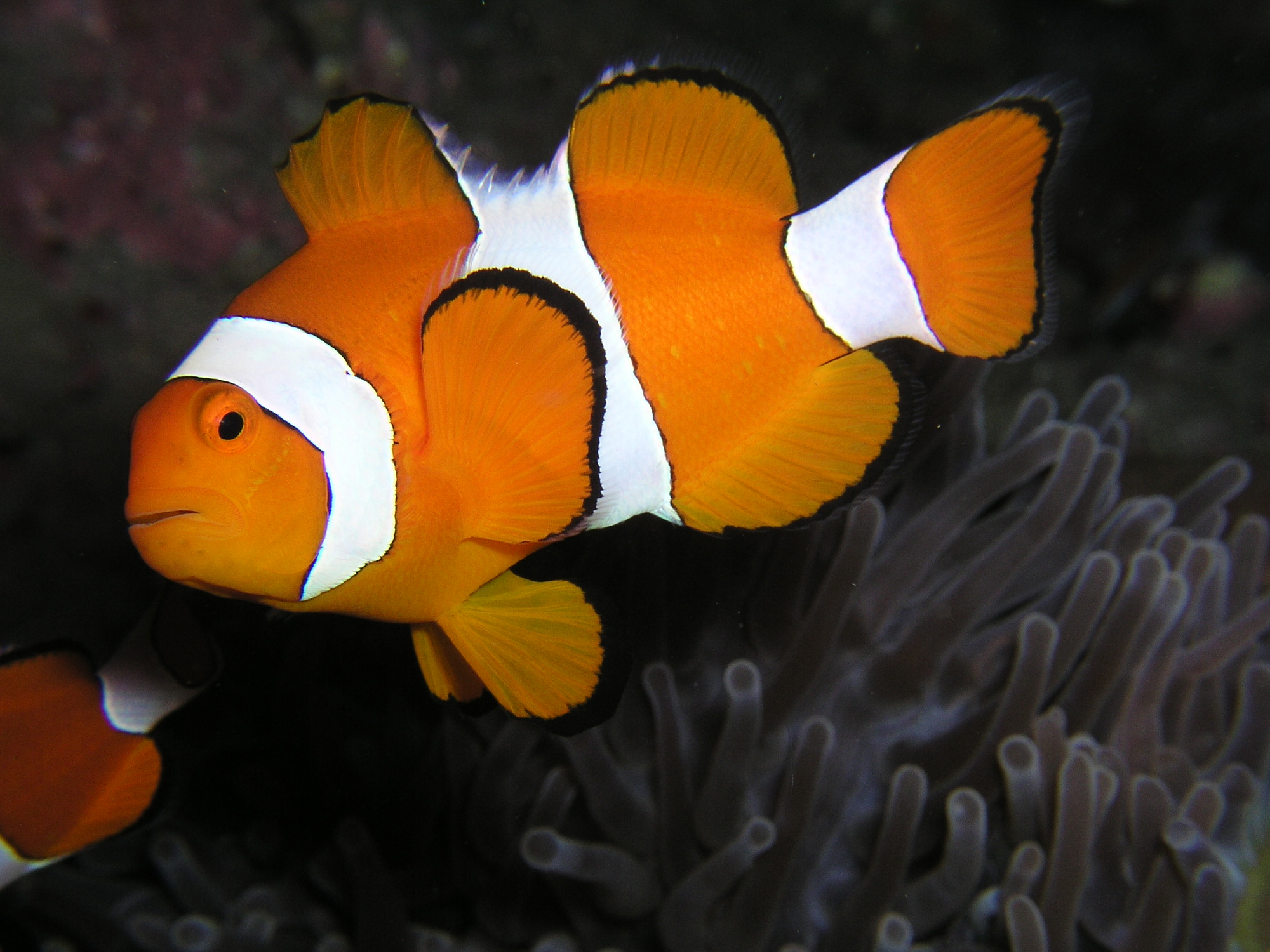
Amphiprion ocellaris
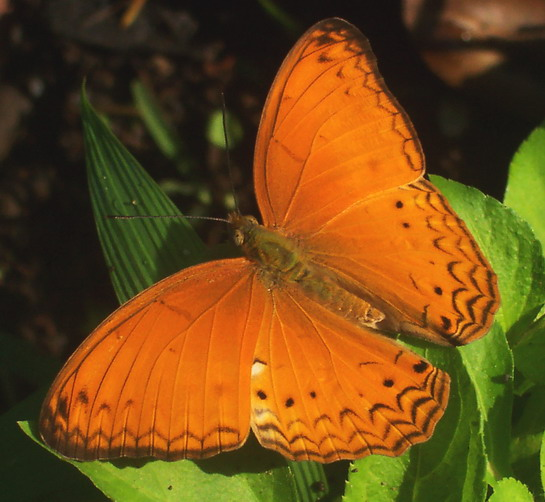
Fluture
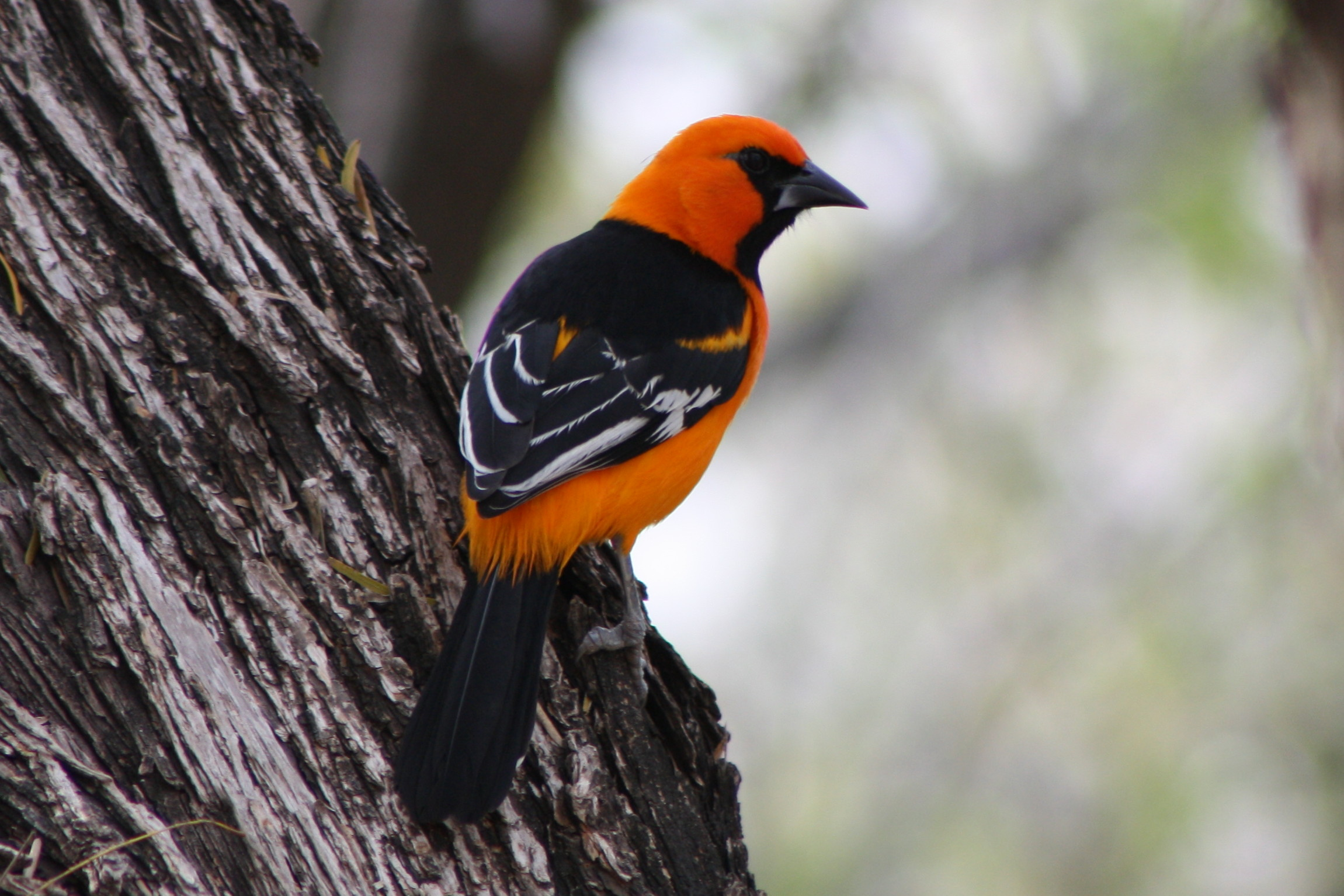
Icterus gularis
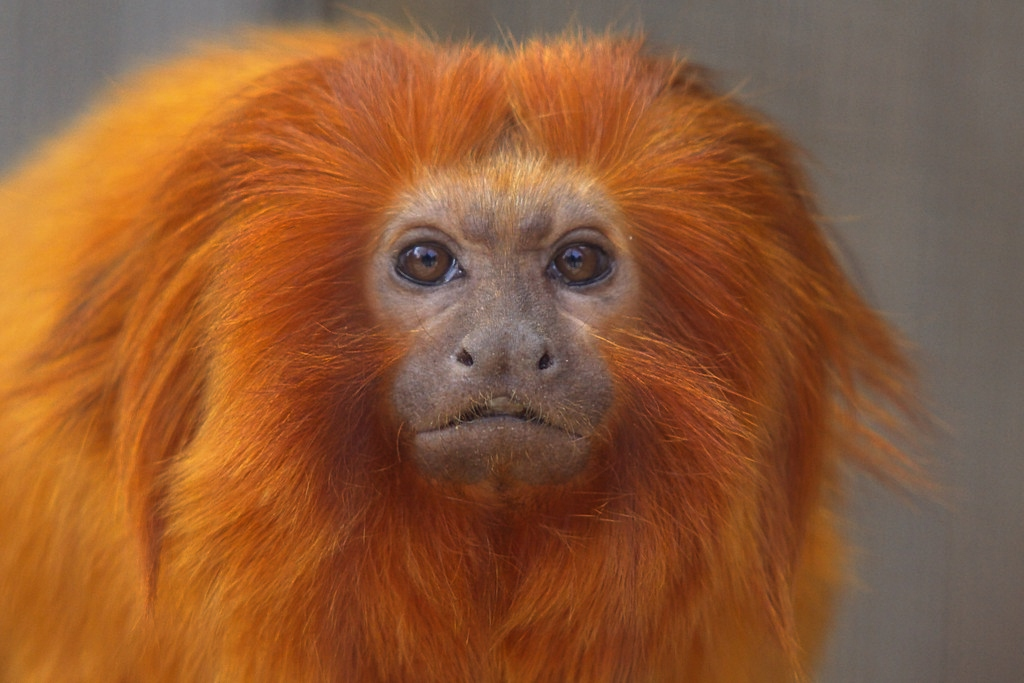
Tamarin-leu auriu
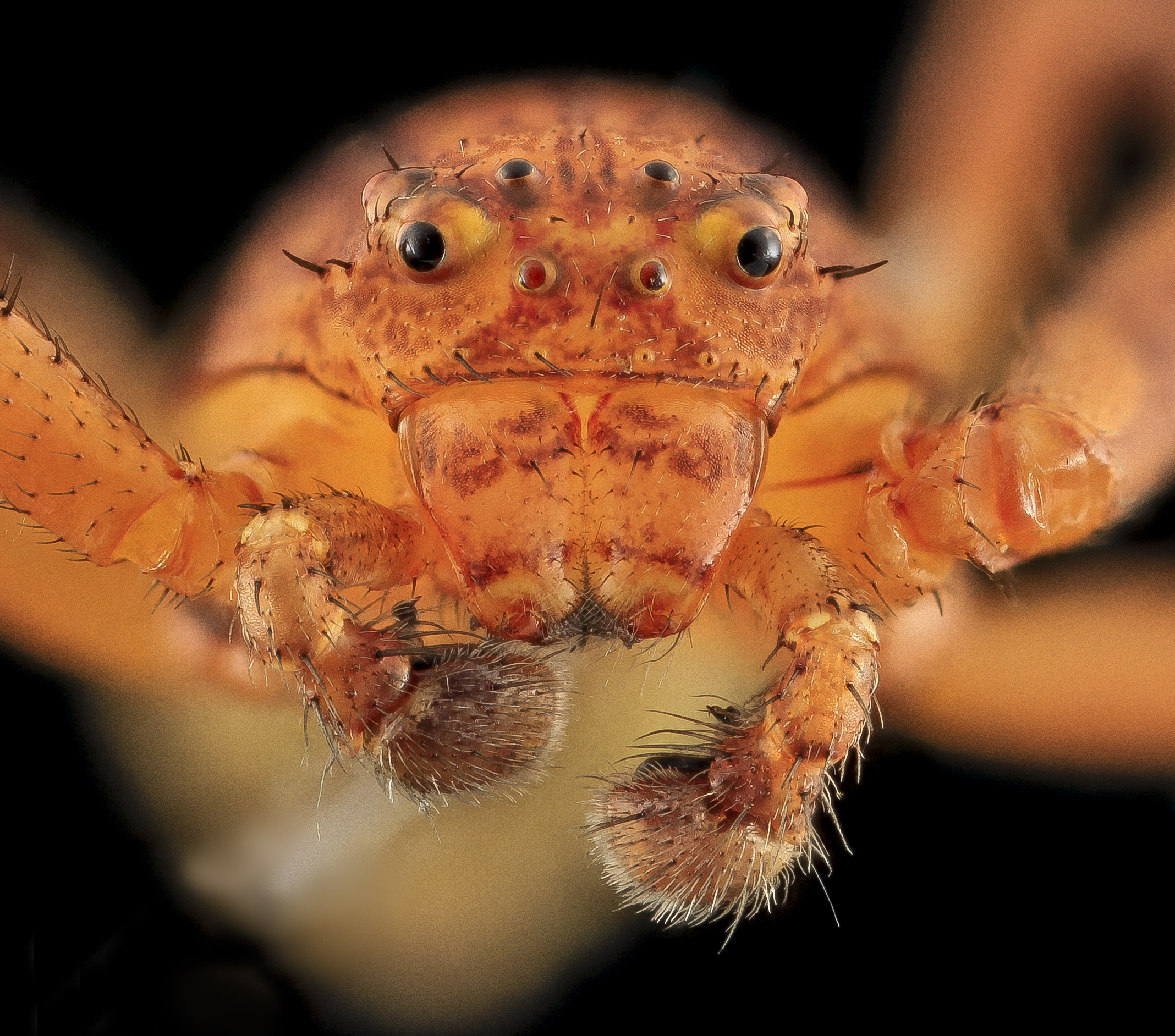
Păianjen
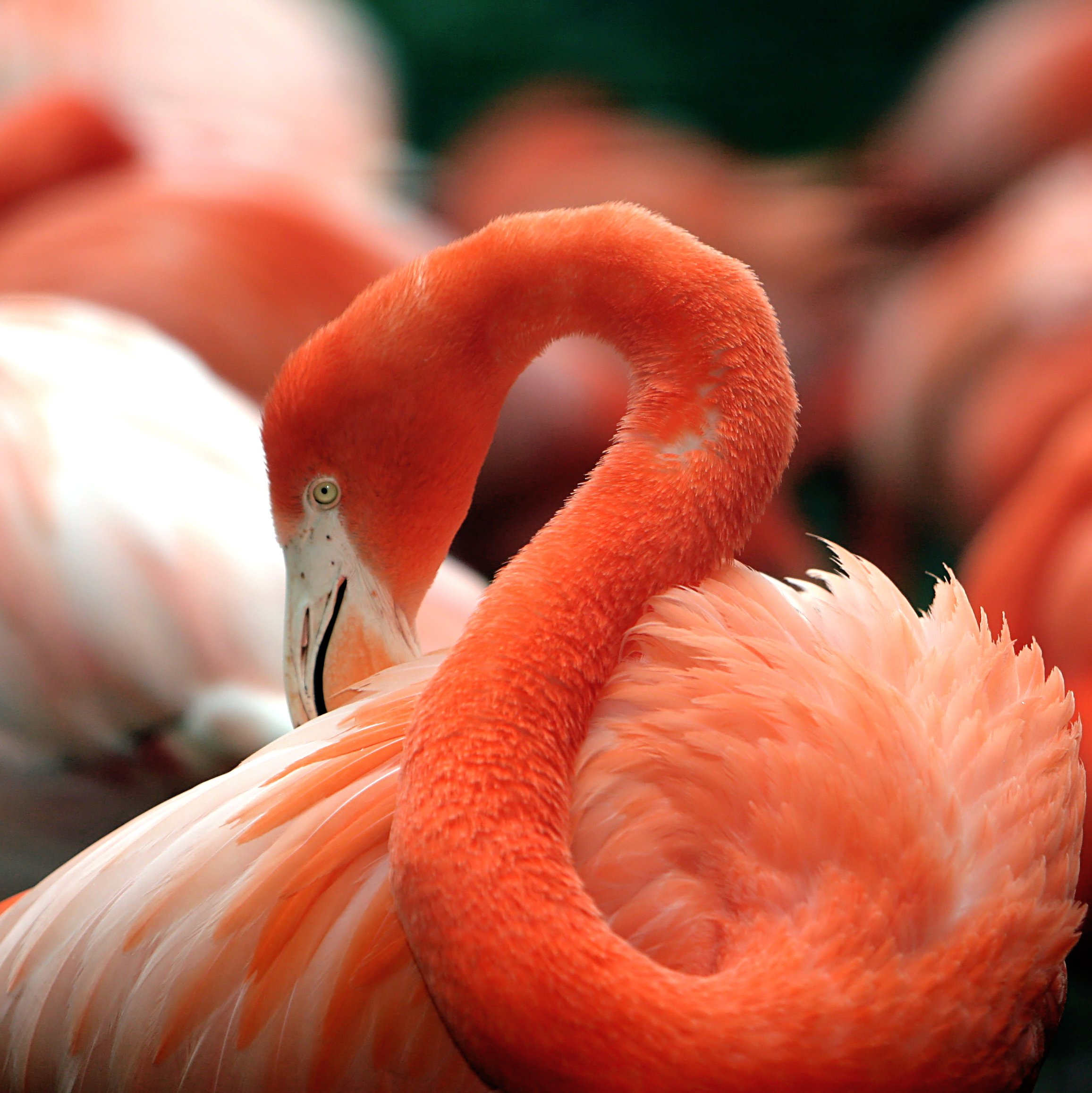
Flamingo
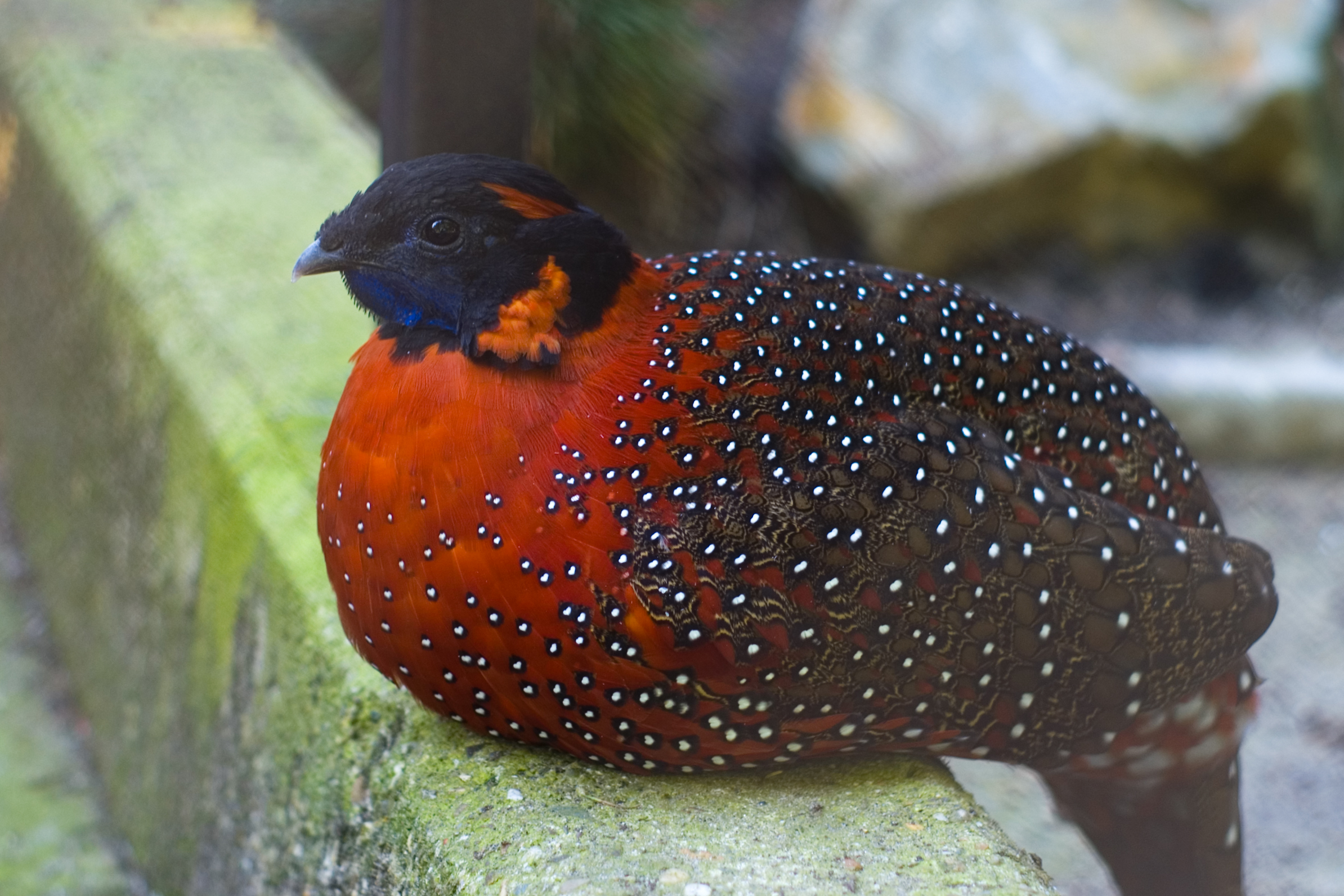
Tragopan temminckii